# Ярославский трамвай
Яросла́вский трамва́й — система трамвайного транспорта города Ярославля. Одна из старейших трамвайных систем России (после Калининградской, Нижегородской, Курской, Орловской, Московской, Казанской и Краснодарской). Функционирует с 17 (30) декабря 1900 года.

## Официальная организация
Эксплуатацию трамвайной сети осуществляет АО «Яргорэлектротранс». С конца 2016 года по октябрь 2019 года директором предприятия являлся Худиев Ильхам Тофикович. С мая 2023 года директором является Денис Пырлог.

## История

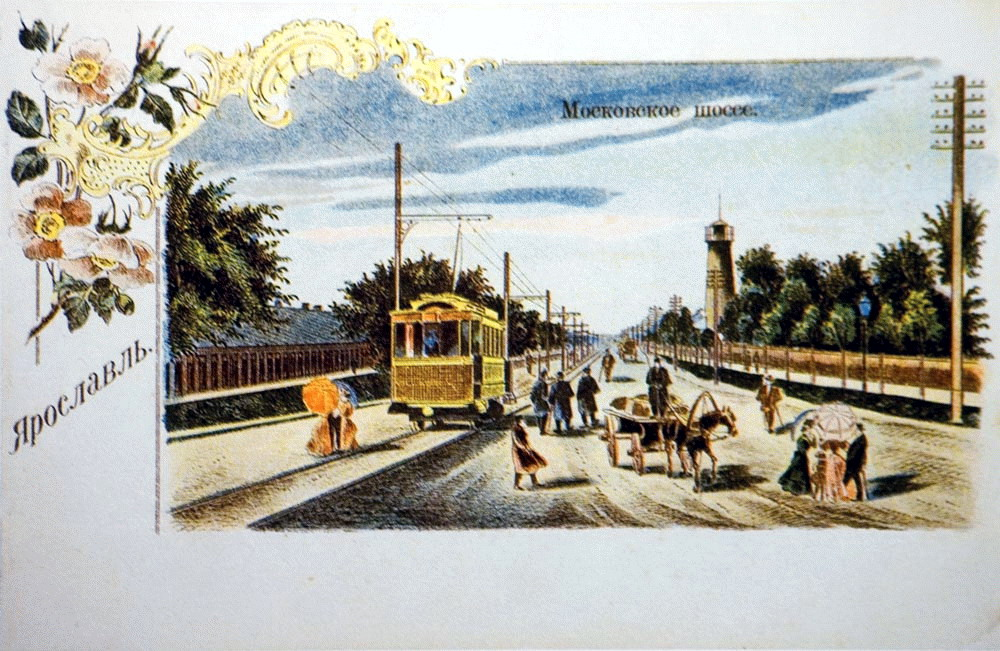
Трамвайная линия на Московской улице. Начало XX века

### 1900—1918. Начало
Ярославский трамвай — одна из старейших трамвайных систем в России. Идеи постройки городской рельсовой дороги высказывались ещё с середины 1890-х годов — начиная с первого предложения о строительстве конки, поступившего в 1895 году в Ярославскую городскую Думу от «Акционерного общества городских и пригородных конно-железных дорог в России». В течение уже следующего, 1896 года в распоряжение городских Думы и Управы поступило уже несколько аналогичных предложений, при этом предлагались варианты как конной тяги, так и электрической. В первую очередь дорога должна была обеспечить перевозку пассажиров и перевалку грузов с железной дороги на пароходные волжские пристани (частично разгружая существовавшую с 1870 года ветку от станции Ярославль-Город к предприятиям и пристаням на Волге), а помимо этого — и внутригородские перевозки. В 1896 году было принято решение о пуске электрического трамвая, из всех поступивших в органы городского управления предложений был выбран проект «Бельгийского анонимного общества тяги и электричества» а в следующем году с компанией был заключён концессионный договор. Два года ушло на проектирование и согласования с различными ведомствами, и летом 1899 началось сооружение линий, законченное к осени 1900 года. В едином комплексе с трамвайным депо строили и первую в городе электростанцию. Торжественное открытие трамвая состоялось 17 (30) декабря 1900 года. На церемонии открытия движения праздничный кортеж из четырёх вагонов, пассажирами которого стали первые лица города, проследовал из депо в центр города. Всего же на линии вышли 19 моторных вагонов постройки кёльнской фирмы «Гербрандт» с электрическим оборудованием «Валькер» (впоследствии в течение многих десятилетий эти вагоны ошибочно назывались именно «Валькерами»).
Трамвайными линиями оказалась прорезана на тот момент вся правобережная часть Ярославля. Линии пролегли из центра города по Большой Московской улице до железнодорожного вокзала (ныне Ярославль-Московский), отдельный путь заходил даже на грузовой двор станции; из центра города по Стрелецкой (ныне Ушинского) улице через Семёновскую (Красную) площадь по Голубятной (Терешковой) улице и Воздвиженскому съезду к волжским пристаням); из центра города от Богоявленской площади по Большой Рождественской улице к станции Всполье с ответвлением на территорию современного Хлебозавода № 1; от Большой Московской улицы по Большой Фёдоровской до Большой мануфактуры; из центра, от Власьевской (Волкова) площади по Власьевской (Свободы) улице до депо и далее до Сенной (Труда) площади. Причём для сооружения Московской линии трамвая был укреплён Американский мост через Которосль, расширена следующая за ним дамба и сделана выемка в Туговой горе под железнодорожной веткой на Кострому.
На станции Всполье трамвайные пути подходили вплотную к железнодорожным, но поначалу с ними не соединялись.
В мае-июне 1901 года на нижней террасе Волжской набережной, вдоль пристаней была построена летняя линия. Для этого были уложены пути от Голубятной улицы по Воздвиженскому съезду и собственно по нижней террасе набережной в обе стороны от спуска (вверх по течению Волги линия заканчивалась за зданием нынешнего Управления Северной железной дороги, вниз по течению путь шёл почти до Семёновского (Красного) съезда). Открытие линии состоялось 1 (14) июля 1901 года, в следующие годы движение по ней начиналось после спада весеннего разлива реки, и завершалось осенью, по окончании навигации.
Осенью того же года на станции Всполье было произведено непосредственное соединение рельсов трамвайной сети с железнодорожными и опробована транспортировка грузовых вагонов по городским трамвайным путям.

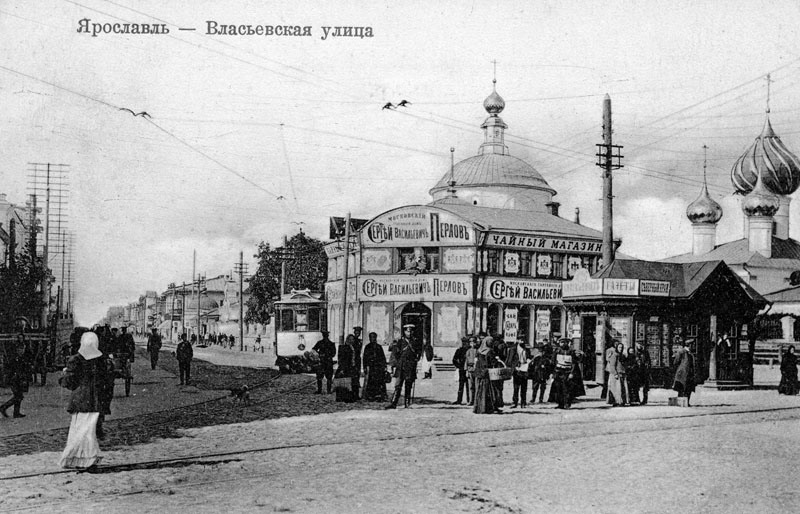
Власьевская улица. Трамвай. Фото начала XX века.

В 1904 году от Сенной площади была проложена линия по Малой Угличской улице до Городского вала и далее до Леонтьевского кладбища. Также по Городскому валу была проложена соединительная линия между Большой Рождественской и Малой Угличской улицами, от этой линии было ответвление на территорию, в более поздние годы занимаемую ЯЗТА. Движение по ней было открыто 9 (22) мая 1904 года.
В 1907 году от Сенной площади была проложена ещё одна линия. Она прошла по улицам Мологской (Победы), Дворянской (проспект Октября) и частично — по Городскому валу (в этом месте ныне проспект Ленина) в сторону Волги, завершаясь напротив Загородного сада — линия должна была обеспечить удобный проезд и подвоз грузов к комплексу губернской земской больницы. В первые месяцы по этой линии осуществлялись только грузовые перевозки, пассажирское движение было открыто 2 (15) января 1908 года. Примерно в те же годы было построено ответвление от этой линии вдоль махорочной фабрики Дунаева по Мологской улице.
Несколько лет спустя, так же от Сенной площади, была проложена новая линия параллельно построенной ранее линии на Леонтьевское кладбище — она прошла дальше по Власьевской улице (Свободы) до поперечной линии на Городском валу. На этом развитие трамвайной системы Ярославля остановилось на долгие годы.
Трамвай довольно быстро набрал популярность среди горожан, уже спустя несколько лет после пуска движения перед вагоны зачастую ходили переполненными — пассажиров привлекала как сама техническая новинка, так и низкая стоимость проезда по сравнению с услугами извозчиков (6 копеек в I классе и 4 копейки во II-м); таким образом, перед городскими властями и руководством бельгийской компании встал вопрос об увеличении провозной способности трамвайной системы. На тот момент проблема частично была решена за счёт строительства дополнительных разъездов на линиях а также дополнительной закупки ещё пяти моторных вагонов фирмы «Гербрандт» из Кёльна и восьми открытых прицепных из Одессы (правда, последние могли эксплуатироваться только в летний сезон). Так же одной из первых проблем стала низкая маршрутная скорость трамвая (около 8 км/ч), обусловленная не только скупым путевым развитием, но и частыми остановками по требованию пассажиров, из-за чего городской Думе в довольно спешном порядке пришлось законодательным образом закрепить остановочные пункты.

### 1918—1927. Эпоха разрухи
Начатая в стране Гражданская война принесла серьёзные трудности во все сферы жизни, в том числе и в коммунальную. Всеобщая инфляция и в особенности стремительный рост цен на топливо для электростанции привели трамвай к убыточности и даже на грань банкротства. Не было средств ни на выплату заработной платы работникам предприятия, ни на закупку топлива. 27 января 1918 года действие концессионного договора между бельгийским акционерным обществом и Городской управой было прекращено, ярославский трамвай перешёл в ведение городского самоуправления. Но самые серьёзные испытания разрухой были ещё впереди. В июле 1918 года ярославцы подняли антикоммунистическое восстание. После почти трёх недель боёв и ожесточённого артиллерийского обстрела города Красной армией вся центральная часть Ярославля была сильно разрушена, многие кварталы после сопутствовавших обстрелам пожаров превратились в сплошные руины и пустыри. Пострадали и трамвайные линии, особенно контактная сеть и вагоны. В депо в результате крупного пожара сгорел склад запчастей и материалов, после чего стал невозможным сколько-нибудь основательный ремонт вагонов. Несмотря на колоссальные трудности, значительную часть линий удалось восстановить уже через 3 недели, и тем не менее, для пассажирского движения открыли только 3 из них — Московскую, Фёдоровскую (ставшую Пролетарской) и Власьевскую, по остальным путям осуществлялось грузовое движение — товарные вагоны со станций Всполье и Ярославль (Московский) по трамвайным путям попадали к расположенным в городе предприятиям, имевшим собственные подъездные пути, также перевалка грузов с вагонов на гужевой транспорт осуществлялась прямо на площади Подбельского (Богоявления). Транспортировку вагонов по трамвайным путям осуществляли два электровоза. Из-за отсутствия запчастей и частых перебоев с электричеством на линии ежедневно выходило всего от 2 до 4 пассажирских вагонов (всего на тот момент в парке было 24 моторных вагона и 8 прицепных). В 1921 году и пассажирское и грузовое движение остановили совсем. Сохранить коллектив удалось благодаря в основном энтузиазму работников и руководства предприятия, несмотря на нехватку всего необходимого — даже продуктов питания. Было начато восстановление вагонов, частично стабилизированы поставки топлива на электростанцию, в здании немецкой кирхи открыли клуб, которому присвоили имя Д. С. Закгейма. 1 марта 1922 года движение трамваев было восстановлено — удалось вывести на линию первые 3 восстановленных вагона.
30 октября 1922 года предприятие переименовали в «Красный луч».
В течение последующих лет продолжалось восстановление вагонов и ремонт путей. Так, в течение 1924 года общее количество ходовых вагонов выросло до 19, в тот же период были восстановлены линии к Загородному саду (по Мологской и Гражданской (ныне проспект Октября) улицам) и к станции Всполье через улицу Свободы (бывшую Власьевскую) и Городской вал.

### 1927—1941. Развитие
Постепенно были восстановлены все вагоны, а в 1927 году отремонтирована большая часть линий, на которых снова открыли пассажирское движение. Расширили территорию депо.
С 1928 года начали обновление подвижного состава. С Коломенского завода прибыли 6 новых вагонов КМ, позже поступили аналогичные ярославским вагоны «Гербрандт» из Кременчуга, где трамвайное движение было закрыто. Также в 1937 году из Москвы поступали б/у вагоны Ф (фонарные).
В 1928 году построили новую линия к Автозаводу, она продолжила линию по Гражданской улице (проспекту Октября) от Городского вала (проспект Ленина) до пересечения с железной дорогой. При этом был снят тупиковый участок линии по Городскому валу, подходивший к Загородному саду, а также уложена линия по Гражданской улице между Мологской улицей и Красной площадью, обеспечившая прямой выезд в центр города из этого района.
В 1933 году была проложена двухпутная линия по Советской улице — от Красной площади к Резинокомбинату (ЯШЗ). На других линиях начали строительство вторых путей, а на конечных — сооружение разворотных колец. В августе 1933 года введена нумерация маршрутов — к тому моменту их число достигло 7.
Помимо этого, в начале 1930-х годов была расширена площадка трамвайного депо — оно получило выход на Мологскую улицу, в свою очередь линия по Мологской была продолжена до завода «Красный маяк». Также была построена линия с другой стороны Первомайского бульвара и Гостиного двора — по Первомайской улице, и направления были разведены на разные линии, образовав так называемое Большое трамвайное кольцо (просуществовало до 1968 года).
Примерно тогда же разобрали линию по Угличской улице к Леонтьевскому кладбищу и линию по Голубятной улице вместе с ответвлением к пристаням. Была убрана линия, подходившая по улице Стачек непосредственно к фабрике «Красный Перекоп», вместо неё на Фабричной (Комсомольской) площади была оборудована конечная закоторосльной линии и построено разворотное кольцо.

### 1941—1945. В годы Великой Отечественной войны
В годы Великой Отечественной войны трамвайное движение не прерывалось, использовались все линии. Показатель пассажироперевозок вырос в 2 раза. Очень активно трамвай задействовали для перевозки грузов (в первую очередь — продовольствия и торфа). Работали санитарные трамваи, доставлявшие эвакуированных и раненых со станции Всполье в больницы и госпитали города. В связи с тем, что предприятия активно работали в ночное время, трамвай ходил с 4 до 23 часов. Утверждённый 27 января 1940 года тариф на проезд составлял 15 и 20 (провоз багажа) копеек, 1 июля 1943 года он был повышен до 20 и 60 копеек. В связи с нехваткой специалистов и дефицитом запасных частей трамвайный парк подвергся значительному износу. Если в 1941 году работали 70 вагонов (41 моторный и 29 прицепных), то в 1944 году их осталось в три раза меньше (по 9-10 моторных и прицепных). В 1943 году предприятия города начали ремонт вагонов и путей, в результате чего к началу 1945 года количество действующих машин возросло до 78 (43 моторных и 35 прицепных). Численность работников: январь 1941 года — 977, январь 1942 года — 707, 1944 год — 522, январь 1945 года — 426. Объём пассажироперевозок: 1944 год — 21,3 млн человек в год, 1945 год — 21,1 млн человек в год.

### 1945—1963. Дальнейшее развитие

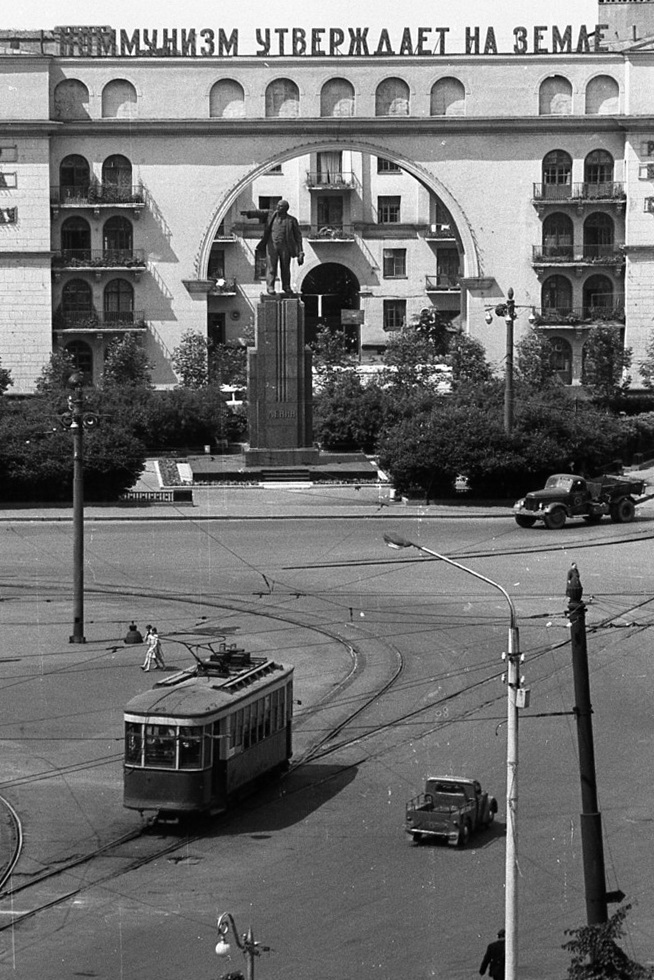
Красная площадь. 1960-е годы

После войны началось обновление подвижного состава. В 1948 году из Москвы поступили 4 вагона М-36 (опытные вагоны, положившие начало серии М-38). Также поступали б/у вагоны из Москвы и Ленинграда (Моторные МС и Х, прицепные С и КП). Большинство вагонов поступали в сильно изношенном состоянии, поэтому пришлось к их восстановлению подключать все машиностроительные предприятия города. Кроме того, в 1950-е годы в город поступило 24 новых поезда КТМ-1/КТП-1, а в 1961 — 3 поезда КТМ-2/КТП-2. На базе прибывших из Москвы прицепов КП своими силами строили моторные вагоны. Также в 1950 году, к 50-летнему юбилею ярославского трамвая силами депо был модернизирован поступивший из Ленинграда двухвагонный поезд — моторный и головной вагоны (ЛМ-33 и ЛП-33) — вагоны получили новый, современный по дизайну цельнометаллический кузов.
В июне 1949 года произошёл первый крупный демонтаж трамвайной линии — в связи с пуском первой линии троллейбуса «Ст. Всполье — Красная площадь» были убраны трамвайные пути с улицы Свободы и с Городского вала от ЯЗТА до улицы Салтыкова-Щедрина, для выезда из депо была построена служебная однопутная линия по улице Чайковского до Большой Октябрьской улицы.
Вместе с этим в тот же год была проведена реконструкция линии на станцию Всполье. По Большой Октябрьской улице и прилегающему к ней участку Городского вала до пересечения с ул. Салтыкова-Щедрина был уложен сплошной второй путь, а по улицам Салтыкова-Щедрина и Ухтомского построена новая двухпутная линия. Кроме того, пришлось переносить конечную. В ходе строительства железнодорожного узла Ярославль-Главный на месте станции Всполье участок, занятый примыкавшей к перрону тупиковой трамвайной конечной, должен был оказаться в гуще железнодорожных путей, поэтому потребовалось строительство новой конечной — так появилось разворотное кольцо на улице Ухтомского, дожившее до июля 2009 года. Движение по новому участку открылось 25 октября 1949 года, на него перевели пассажирское движение до вокзала (маршрут № 4), а старое направление, шедшее напрямую к станции, сделали техническим — на нём располагался гейт, служивший для связи трамвайной сети с железной дорогой.
К моменту пуска троллейбуса стало ясно, что пересечения трамвайных и троллейбусных линий (на тот момент таких в городе было 8) могут стать большой проблемой: на троллейбусных штангах уже давно стали нормой угольно-графитовые щётки, в то время как трамвайные штанги завершались по старинке роликом. Было решено изменить тип токосъёма у трамваев со штангового на дуговой (бугельный), и в ночь перед пуском троллейбуса (с 6 на 7 ноября 1949 года) на всех вагонах были заменены токоприёмники со штанг на бугели, а на контактной сети во всех 8 точках установлены пересечения.
На линиях продолжалось строительство вторых путей. В 1956 году открыта линия по улице Чкалова в посёлок Моторного завода (в тот момент — ещё Автозавода), конечная первоначально располагалась на улице Жукова. Новый маршрут, пролёгший от Торгового переулка вдоль Первомайского бульвара, по улице Гражданской (проспект Октября) и улице Чкалова, получил номер 7.
Несколько лет спустя, в ходе реконструкции площади Труда к 950-летнему юбилею города, было ликвидировано разворотное кольцо на этой площади. Маршруты № 5 и № 6, оборачивавшиеся на этом кольце, были упразднены. Чтобы не создавать пробелов в перечне маршрутов, недавно открытый маршрут № 7 был переномерован в № 5 — именно этот маршрут дал широко распространённое народное название всему району — Пятёрка. А в 1961 году линия по улице Чкалова была продлена до ныне существующей конечной на улице Угличской (магазин «Спутник»).
От Московского вокзала было начато строительство линии на Нефтестрой, где также строили новое депо. Линия на Московском проспекте на участке от моста через Которосль до Малой Пролетарской улицы (дамба) перенесена с проезжей части на выделенную полосу на правой стороне проспекта, для чего дамба была в очередной раз расширена.

### 1963—1977. Тяжёлые времена
К 1963 году ярославский трамвай был на очередном (втором по счёту) пике своего развития. Линии трамвая охватывали большую часть существовавших на тот момент районов правобережной части города. Вот конфигурация трамвайной сети на начало 1963 года:
от Московского вокзала линия шла в центр, к площади Подбельского (Богоявления) по Большой Московской улице, на пересечении с улицей Емельяна Ярославского (Большой Фёдоровской) от неё ответвлялась линия на фабрику «Красный Перекоп», проходившая по улицам Емельяна Ярославского, Зеленцовской и Носкова до Комсомольской площади;
от площади Подбельского отходила линия к вокзалу Ярославль-Главный (по улицам Большой Октябрьской, Городскому Валу, Салтыкова-Щедрина и Ухтомского) и линия, шедшая через площадь Волкова на Красную площадь (пути были разнесены по обе стороны Торговых рядов и Первомайского бульвара);
от Красной площади отходили две линии: линия на Шинный завод (по улице Советской) и линия к Моторному заводу (по Гражданской улице (проспекту Октября), до существующего сейчас служебного кольца за остановкой «Областная онкологическая больница»), с ответвлением на Пятёрку (по улице Чкалова — первоначально линия заканчивалась на пересечении с улицей Жукова).
Также существовали две служебных однопутных линии к трамвайному депо — одна по улице Чайковского (от Большой Октябрьской до улицы Свободы), другая — по улице Победы (от улицы Советской, через перекрёсток с Гражданской улицей и до заезда в депо напротив стадиона «Шинник»). Помимо этого, на линиях продолжало оставаться несколько однопутных участков. Один из них находился на улице Носкова, на мосту через Кавардаковский ручей (после замены моста в 1979 году был построен сплошной второй путь), ещё один — в самом центре, на Американском мосту через Которосль (в 1964 году, после замены моста на железобетонный, был построен второй путь).
Кроме того, планировали расширение трамвайной сети — строили новую линию в посёлок Нефтеперерабатывающего завода (Нефтестрой) от Московского вокзала, по улицам Большой Московской и Гагарина, на окраине города на улице Гагарина было начато строительство нового трамвайного депо.
Продолжали и обновление подвижного состава. В 1963 году в Ярославль поступили 15 новых поездов Gotha T2-62/B2-62. Среди горожан быстро распространилась легенда, что эти вагоны — подарок от правительства ГДР Валентине Терешковой, как раз в этом году совершившей свой знаменитый полёт. В следующие годы поставки «Гот» продолжались: в 1964 году поступили 20 поездов, в 1965 ещё 4.
И, тем не менее, в истории ярославского трамвая наступил переломный момент. Администрацией города и области было решено планомерно сокращать трамвайное движение в пользу троллейбуса и автобуса. Начиналась одна из самых чёрных страниц в истории ярославского трамвая, ознаменовавшаяся сильным спадом и деградацией системы, в результате которой в течение 6 лет исчезла почти половина линий, а число маршрутов сократили до трёх. В первую очередь, трамваю предстояло покинуть центральные улицы. Для этого в 1963 году была проложена линия в обход части центральных улиц и площадей — по Кучерскому переулку, улицам Володарского и Победы. Пути были уложены «впрок», на будущее, и первые годы не использовались. Строительство линии на Нефтестрой было остановлено в связи с решением провести троллейбусную линию. Уже уложенные пути были сняты, депо около 2 лет переоборудовали из трамвайного в троллейбусное. Дальше последовала активная кампания по выводу трамвая из центра города.
Ликвидацию центральных линий начали в 1964 году с линии на Московском проспекте от улицы Емельяна Ярославского (Большая Фёдоровская) до Московского вокзала. Тогда же участок линии между улицами Емельяна Ярославского и Малой Пролетарской был перенесён с Московского проспекта в Малый Московский переулок и на Малую Пролетарскую улицу, на участке между Малой Пролетарской и мостом через Которосль пути были перенесены с проезжей части на специально подсыпанный край дамбы. Вместо трамвая к Московскому вокзалу, а годом спустя и дальше на Нефтестрой был пущен троллейбус № 5.
В 1967 году ликвидирована линия Красная площадь — Шинный завод (ЯШЗ), вместо трамвая по Советской улице был пущен троллейбус. При этом была ликвидирована часть служебной линии по улице Победы — на участке между Советской улицей и проспектом Октября.

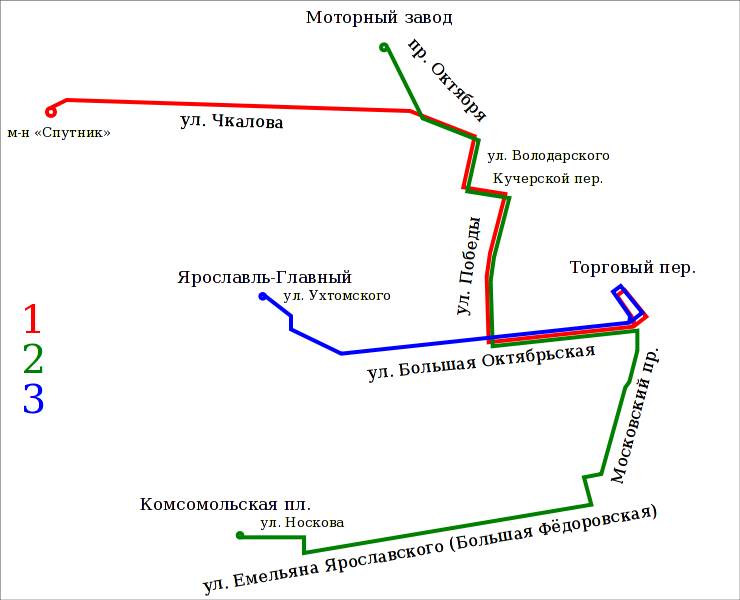
Линии ярославского трамвая в начале 1970-х.

В 1968 году ликвидирована линия, шедшая от площади Волкова до площади Карла Маркса — вдоль Первомайского бульвара, через Красную площадь и проспект Октября, а вместе с нею и остаток служебной линии по улице Победы между проспектом Октября и Кучерским переулком, таким образом исчезло существовавшее с начала 1930-х «Большое трамвайное кольцо». Трамвай был пущен в обход через улицы Большую Октябрьскую, Победы, Кучерской переулок и улицу Володарского. Для этого была задействована часть служебной линии по улице Победы, (от депо до Кучерского переулка), в самом же Кучерском переулке и на улице Володарского пути были уложены за несколько лет до этого, в 1963 году. Взамен трамвая на улицу Гражданскую (проспект Октября) был переведён троллейбус с параллельно расположенной улицы Некрасова. Также был заменён номер трамвайного маршрута, ведший на Пятёрку — № 5, давший народное название целому району, стал № 1. Вместе с ним был организован маршрут № 1к от конечной на улице Чкалова до улицы Свердлова.
Таким образом, в 1969 году в городе оставалось только 3 маршрута трамвая:

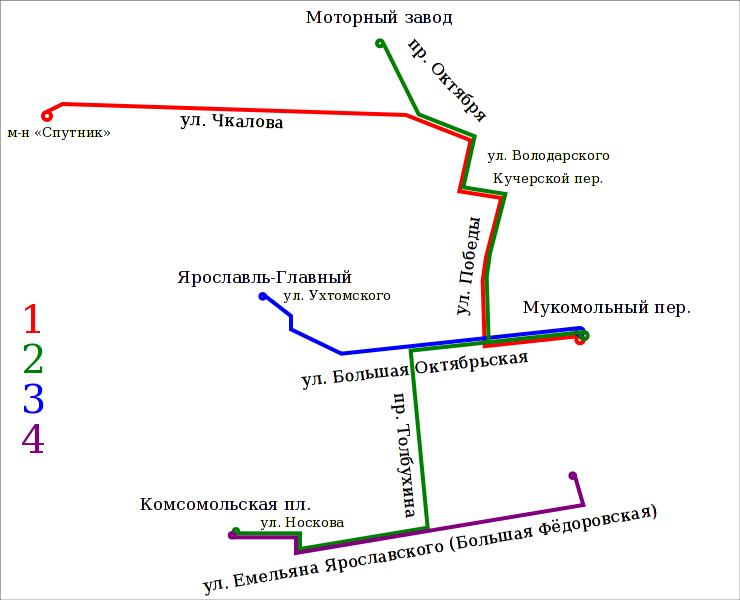
Линии ярославского трамвая в 1976 г.

- № 1: Торговый переулок — Улица Чкалова
- № 2: ЯМЗ — Площадь Подбельского — Комсомольская площадь
- № 3: Торговый переулок — Ярославль-Главный.

Кроме того, существовал дополнительный маршрут № 1к: Улица Свердлова — Улица Чкалова, он использовался как дополнительный в часы «пик» и как основной (вместо № 1) в межпиковое время.
В начале 70-х годов была снова изменена трасса маршрута № 3. Была убрана линия, построенная в 1949 году и проходившая по улицам Городской Вал, Салтыкова-Щедрина и окончанию Полиграфической, вместо неё была задействована техническая старая линия, проходившая мимо Детской школы искусств № 1 и вдоль трамвайно-железнодорожного гейта, к ней был пристроен небольшой S-образный участок, который в створе Полиграфической улицы переходил на улицу Ухтомского. В таком виде линия просуществовала до самой её ликвидации в июле 2009 года.
На этом моменте череда закрытий трамвайных линий не прекратилась. В конце 1975 года произошёл окончательный вывод трамвая с центральных улиц и площадей города. Для этого в 1975 году через Которосль был построен Толбухинский мост с трамвайной линией, связавшей улицы Большую Октябрьскую и Емельяна Ярославского (Большую Фёдоровскую), а в Дмитриевском сквере на Мукомольном переулке построено разворотное кольцо. 3 ноября 1975 года трамваи последний день ходили по Московскому проспекту, площади Подбельского (Богоявления) и вокруг Гостиного двора. С 4 ноября движение маршрута № 2 было перенаправлено на Толбухинский мост, а центральная конечная из Торгового переулка перенесена в Мукомольный переулок. Тем самым трамвайная сеть оказалась отдалена от крупнейшего центрального транспортного узла, сосредоточенного в районе площадей Волкова и Подбельского, на 400 и более метров, а для жителей юго-западной части города ухудшилась транспортная связь с центром и с Московским проспектом. Открытый 1 ноября 1975 года автобусный маршрут № 19 полноценно трамвай заменить не смог, введённый с 4 ноября того же года трамвайный маршрут № 4 от Комсомольской площади шёл только до Мукомольного переулка. В конце ноября 1975 года до Мукомольного переулка продлили и трамвайный маршрут № 2, теперь на нём было целых три конечных.
Часть линии по улице Емельяна Ярославского (Большой Фёдоровской) после этого оказалась обрезанной, ведущей «в никуда». Для восстановления движения по ней, в 1976 году возле пересечения Малой Пролетарской улицы и Большого Московского переулка было построено новое разворотное кольцо. На этот участок линии перевели маршрут № 4, который теперь стал связывать фабрику «Красный Перекоп» с Московским проспектом.
Именно в этот момент система ярославского трамвая сократилась до самого исторического предела. К счастью, на этом череда «ухудшений» прервалась на долгое время.
В 1971 году в город начали поступать новые вагоны КТМ-5М «Урал», а годом позже — КТМ-5М3. К 1976 году последние «Готы» и КТМ-1 были списаны, началось безраздельное «царствование» КТМ-5, продолжавшееся до 1992 г. Поставки нового подвижного состава были регулярными, поэтому большая часть вагонов списывалась задолго до выработки реального ресурса, только часть из них проходила КВР в Воронеже, на ВРТТЗ. На 1-м и 2-м маршрутах КТМ-5 сразу начали сцеплять в двухвагонные системы.
В 1976 году готовился проект подземной трамвайной линии в центр города, который так и остался неосуществлённым. Согласно ему линия должна была пройти от площади Карла Маркса под проспектом Октября, Красной площадью, Первомайским бульваром и заканчиваться под площадью Волкова.

### 1977—1994. Пик развития

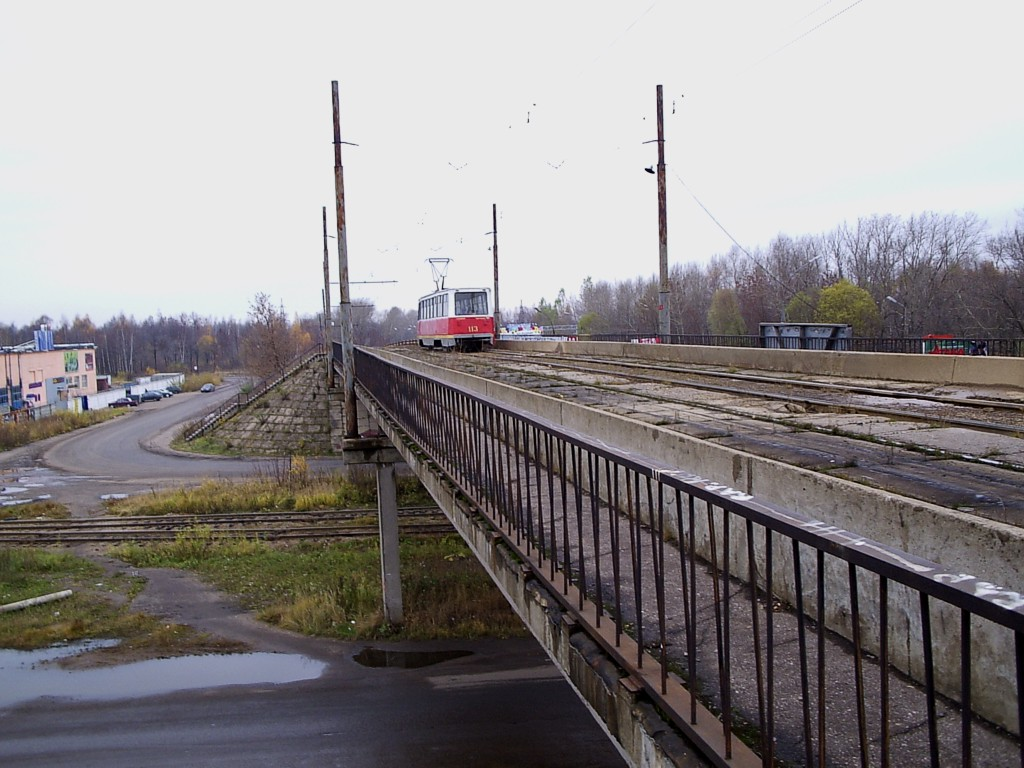
Трамвайный путепровод в районе Лакокраски

В середине 1970-х годов началось долгожданное строительство новой линии. Первоначально её планировали как скоростную, для связи центральной проходной ЯМЗ и других предприятий Северной промзоны с жилым районом Брагино. В связи с этим трамвайную систему построили отдельно от существующей сети, пути уложили обособленно от проезжей части, а у ПО «Лакокраска» на пересечении с промышленной ж/д линией соорудили путепровод (в то время как для безрельсового транспорта оборудован простой переезд). На Ленинградском проспекте построено новое просторное Депо (№ 4), для доставки вагонов был сооружён временный гейт. При укладке путей использовали новые технологии (лёгкие ж/б шпалы, щебёночный балласт, «открытая» рельсо-шпальная решётка — без засыпки грунтом. Движение по линии было открыто 1 ноября 1977 года (маршрут № 2А). Первоначально конечная была размещена при въезде в Брагино на улице Елены Колесовой, со стороны центра линия заканчивалась у проходной ЯМЗ (до 2015 года — конечная маршрута № 6), при этом соединения с центральной сетью трамвайных линий не было.
В 1978 году в два этапа линия была продолжена по улицам Елены Колесовой, Труфанова и Волгоградской. Сначала, в начале марта открыли движение по второй очереди «скоростного трамвая», как его тогда ещё продолжали называть, до кольца, располагавшегося сразу за железнодорожным пересечением на улице Панина. Позже запустили третью очередь — продление до нынешней конечной на Волгоградской улице.
В 1979 году последний однопутный участок на мосту через Кавардаковский ручей получил второй путь.
В том же 1979 году у ЯМЗ построен пятипролётный путепровод через линию Транссибирской магистрали, встык с построенным ранее автомобильным путепроводом на проспекте Октября, и обе трамвайные системы были объединены. Открытие путепровода состоялось 1 ноября 1979 года. Через этот мост из Брагина на «Красный Перекоп» пошёл новый маршрут № 5 и его вариант 5к до Мукомольного переулка. Позднее маршрут № 5к был переименован в № 7, а маршрут № 2А — в № 8.
В 1980 году построена линия от завода Сантехзаготовок по улице Блюхера, по ней от ЯМЗ был запущен маршрут № 6. Открытие новой линии состоялось в начале ноября 1980 года.
В 1985 году был открыт новый маршрут 5к (открытие состоялось 4 марта) от Волгоградской улицы до Мукомольного переулка, без захода на «Красный Перекоп». С 1 июля маршрут № 5к был переномерован в № 7, а маршрут № 2а — в № 8.
В конце 1985 года открыта последняя линия по улице Бабича от конечной на Волгоградской улице до Больницы № 9 (маршрут № 9). Система Ярославского трамвая достигла своего пика развития. Общая протяжённость линий составила 66,9 км.
Кроме того, на момент начала 1980-х годов разрабатывался проект строительства ещё одной линии, которая должна была пройти от перекрёстка у института «Гипродвигатель» через Юбилейную площадь, весь проспект Толбухина, и на пересечении с Большой Октябрьской улицей соединиться с уже существовавшей линией через Толбухинский мост. Реализация этого проекта могла дать более прямое соединение Брагина и предприятий Северной промышленной зоны с закоторосльной частью города.
На момент 1985 года в городе действовали следующие маршруты:
| №  | Конечные              | Конечные              | Протяженность, км | Примечание |
| -- | --------------------- | --------------------- | ----------------- | --- |
| 1  | Мукомольный переулок  | Улица Чкалова         | 6,1               | Сейчас укорочен до ул. Свердлова |
| 1К | Улица Свердлова       | Улица Чкалова         | 4,3               | Сейчас по этому маршруту ходит трамвай № 1 |
| 2  | Комсомольская площадь | ЯМЗ                   | 7,2               | В укороченном виде (Комсомольская площадь — Мукомольный переулок) — 4,4 км. Закрыт 2 октября 2006 г. |
| 2а | ЯМЗ                   | Улица Волгоградская   | 9,1               | Маршрут работал в первые годы существования северной трамвайной сети, до её объединения с центральной сетью линий. Первоначально (в 1977 году) конечная в Брагине располагалась на улице Елены Колесовой, у велотрека, позже линия была продлена до улицы Панина, а в 1978 году и до Волгоградской улицы. Маршрут открыт при запуске линии 1 ноября 1977 г. 1 июля 1985 года маршрут был перенумерован в № 8 (см. ниже). |
| 3  | Мукомольный переулок  | Ярославль-Главный     | 2,8               | Закрыт 30 июля 2009 г. |
| 4  | Комсомольская площадь | Московский проспект   | 3,0               | Открыт 4 ноября 1975 года в варианте «Комсомольская пл. — Мукомольный пер.», в 1976 г. переведён на свою окончательную трассу, к Московскому проспекту. Закрыт 6 сентября 2004 г. |
| 5  | Улица Волгоградская   | Комсомольская площадь | 17,1              | Через Мукомольный переулок. Самый длинный маршрут, следовавший почти через весь город; открыт 1 ноября 1979 г, закрыт в 1989 г. |
| 6  | Улица Блюхера         | ЯМЗ                   | 6,2               | Открыт в начале ноября 1980 года. 24 августа 2015 года маршрут продлён от ЯМЗ до конечной на улице Чкалова, его протяжённость увеличилась вдвое и составляет 12 километров. |
| 7  | Мукомольный переулок  | Улица Волгоградская   | 13,6              | Маршрут открыт 4 марта 1985 года, первые месяцы нумеровался как 5к, с 1 июля 1985 года был перенумерован в № 7. Сейчас укорочен до ул. Свердлова |
| 8  | ЯМЗ                   | Улица Волгоградская   | 9,1               | Был открыт под № 2а 1 ноября 1977 года, вместе с пуском Северной трамвайной системы. С 1 июля 1985 года переномерован в № 8. После запуска в том же году маршрута № 7 стал дублирующим. Закрыт в начале 1990-х годов. |
| 9  | ЯМЗ                   | Больница № 9          | 10,7              | Открыт в 1985 году. Объединён с современным маршрутом № 5 в мае 2007 г. |

Обновление вагонного парка происходило регулярно, поэтому большая часть вагонов списывалась через 7-10 лет службы, не выработав реального ресурса. Многие вагоны проходили капитальный ремонт на Воронежском ремонтном трамвайно-троллейбусном заводе (ВРТТЗ).
Увы, этот пик продолжался недолго. В 1989 году закрыт маршрут № 5. В начале 90-х закрыт маршрут № 8. Однако эти сокращения коснулись только дублирующих маршрутов, оставались задействованными по-прежнему все линии.
В течение 1991—1992 годов у института «Гипродвигатель» на развилке проспекта Октября и улицы Чкалова сооружён полный треугольник (вернее, к разветвлению добавлена перемычка, связавшая линию на Пятёрка с Брагино).
Новые вагоны КТМ-5А продолжали исправно поставляться в Ярославль до февраля 1993 года. Также в 1992—1994 годах город закупил 11 вагонов КТМ-8 (из-за «сырой» конструкции многих узлов постоянно возникали проблемы в эксплуатации этих вагонов, в результате чего они были списаны и разобраны в 2007—2008 годах, тогда как несколько десятков более старых КТМ-5 оказались более живучими).

### 1994—2011. «Чёрные времена» Ярославского трамвая
1990-е годы стали тяжёлым испытанием для ярославского трамвая. Новые вагоны не закупались из-за их чрезмерной дороговизны, прекратилась отправка на капитальный ремонт в Воронеж. Из-за нехватки деталей наиболее изношенные вагоны разбирались на запчасти. Состояние путей также приходило в упадок, качество ремонтов путей оставалось низким. Тем не менее, пассажиропоток на трамвае оставался высоким, в часы «пик» даже системы из 2 вагонов ходили переполненными. В 2000 году, к юбилею (100-летию) Ярославского трамвая закупили новый вагон 71-619К, которому присвоили номер 100. Но это не дало выхода из положения. Многие горожане, заинтересованные в судьбе трамвая, недоумевали, почему город, обладающий одной из крупнейших машиностроительных баз в стране, не в состоянии сам организовать производство или хотя бы ремонт трамвайных вагонов. К слову сказать, до 1930 года на ЯГАЗе (ЯМЗ) осуществлялся мелкими партиями выпуск и ремонт трамваев. Наконец, в 2003 году на Центральной Инженерной базе (ЦИБ № 81) был освоен капитально-восстановительный ремонт (КВР) вагонов 71-605. Первым был отремонтирован вагон № 71, его презентацию приурочили к юбилею полёта В. В. Терешковой и присвоили имя «Чайка». Всего на ЦИБ было восстановлено 8 вагонов. В 2007 году ещё 6 вагонов прошли КВР на Московском Трамвайно-ремонтном заводе.

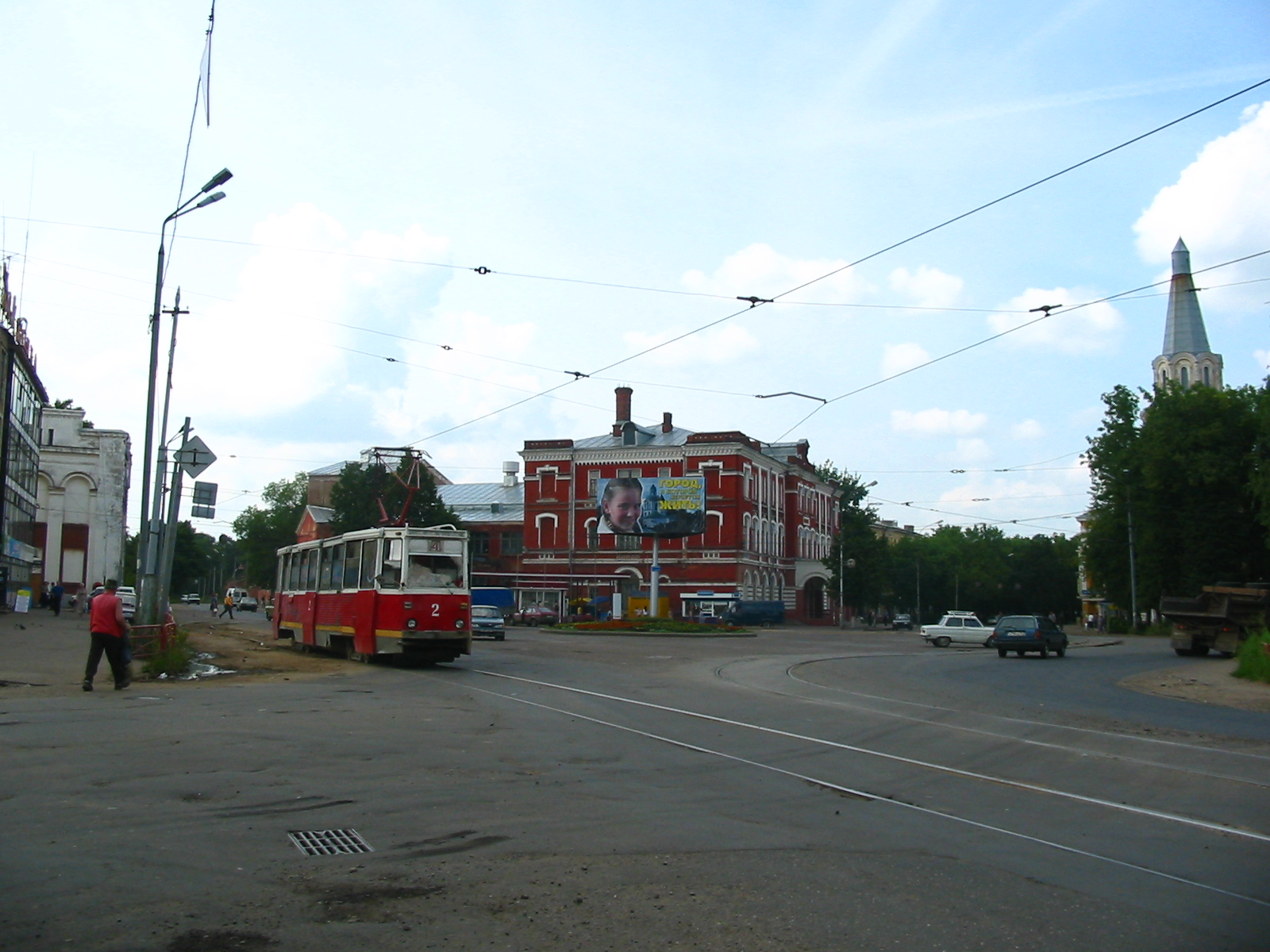
Кольцо Перекоп в последний год работы трамвая (2004)

Тем временем, износ основной части парка достиг критического уровня. Если после 1992 года списание старых вагонов было фактически приостановлено, разбирали только наиболее «безнадёжные» вагоны, то с начала 2000-х годов вагоны стали списывать массово, иногда по нескольку десятков в год. Большинство остававшихся вагонов представляли собой жалкое зрелище: безжалостно исписанные «бомберами», с исцарапанными и битыми стёклами, выдранными «с мясом» сиденьями. Поломки на линии случались почти каждый день, из-за чего движение постоянно стопорилось и образовывались длинные «очереди» из вагонов. В целях хоть какого-то сбережения парка ПС, руководство ЯТТУ сократило выпуск трамваев, ряд СМЕ был расцеплен на одиночные вагоны. Сильно выросли интервалы между вагонами, иногда они достигали 15-20 минут. В результате всего этого трамвай, терявший пассажиров год за годом, лишился былой популярности почти совсем, большая часть пассажиров стала предпочитать трамваю маршрутку и автобус. Только в 2006—2007 годах в рамках начавшей действовать программы по поддержке и развитию горэлектротранспорта город закупил 35 новых вагонов 71-619К и 71-619КТ (по некоторым сведениям, вагоны закуплены на средства, вырученные от продажи территории депо № 3).
«Пятилетка» 2004—2009 годов ознаменовалась очень резкими изменениями в жизни трамвая. Были закуплены новые вагоны и проведены крупные ремонты на линиях. Одновременно с тем, резко сократился парк подвижного состава, были ликвидированы несколько линий и депо. Вот как это происходило:
- В 2004 году был закрыт маршрут № 4 — линия по Большой Фёдоровской ул. (бывшая ул. Емельяна Ярославского) от просп. Толбухина до Московского просп. и разворотное кольцо в М. Московском пер. ликвидированы. Что любопытно, линия была уничтожена далеко не сразу. Контактную сеть сняли только через несколько месяцев после закрытия движения, рельсы же продолжали лежать ещё около двух лет.
- В 2005 году было закрыто депо № 3 — исторический трамвайный парк, существовавший с 1900 года и обслуживавший всю центральную часть города (на тот момент — 4 маршрута из 7). Все оставшиеся вагоны переведены в депо № 4. Здания депо окончательно разрушены летом 2009 г. Также по непонятной причине было демонтировано прилегавшее к парку разворотное кольцо (резервная конечная «ул. Свердлова»).
- В сентябре 2006 года было закрыто движение и по маршруту № 2 (оставшаяся часть линии по Большой Фёдоровской, а также по улице Носкова, на Комсомольской площади и Толбухинском мосту через Которосль). Рельсы сняты полностью в 2007—08 гг. Опоры от контактной сети на Большой Фёдоровской стоят до сих пор, полотно пустует.
- В феврале 2007 года заново открылся маршрут № 5, правда, уже в изменённой схеме — он связал Пятёрку (которой когда-то дал народное название) и Брагино. По сути, он представляет собой продлённый на Пятёрку маршрут № 9, поэтому три месяца спустя оба маршрута были объединены.
- 1 мая 2007 были расцеплены остававшиеся двухвагонные системы — СМЕ. Через 2 месяца на время ремонта путепровода была перекрыта одна из главных городских артерий — проспект Октября и движение сохранялось только на трамвайной линии, в связи с чем пассажиропоток на трамвае возрос многократно и вагоны ездили переполненными. Несмотря даже на это обстоятельство СМЕ восстановлены не были.
- Последний акт варварства со стороны властей города совершён летом 2009 г. Были сняты пути на Большой Октябрьской улице (последний уцелевший исторический участок трамвайного движения) и на улице Победы от бывшего Депо № 3 до Большой Октябрьской, ликвидированы конечные в Мукомольном переулке и у Ярославля-Главного. Утрачен единственный в городе гейт в районе остановки Городской вал. Причём, всё это было совершено в тот период, когда в ходе строек и ремонтов, приуроченных к 1000-летию города, движение на многих улицах было перекрыто или ограничено, и безрельсовый транспорт зачастую стоял в бесконечных пробках. На оставшемся обрубке линии, после остановки «Улица Свердлова», пришлось восстановить утраченную тремя годами раньше конечную. Ввиду того, что участок, высвобожденный из-под примыкавшего к бывшему Депо № 3 разворотного кольца, был уже продан (хотя на тот момент и оставался незастроенным), конечную пришлось строить рядом, но на новом участке, задевавшем территорию Бутусовского парка. Из заявленных соображений экономии места и, возможно, для сокращения расходов на строительство, вместо полноценного кольца был построен разворотный треугольник. Несмотря на очевидное обстоятельство, что разворот с двукратной сменой направления движения неудобен, требует дополнительного времени и присутствия постоянно дежуривших на конечной ассистентов-сигналистов, новое сооружение было преподнесено жителям города как очередной подарок к приближавшемуся 1000-летию, в газетах вышли заметки под заголовками: «У ярославских трамваев появился новый треугольник!», что в свете событий на тот момент могло восприниматься скорее как издёвка. При этом был фактически ликвидирован крупный транспортно-пересадочный узел на площади Труда, расположенный от новой конечной всего в одной остановке. По настоящий момент многие пассажиры вынуждены продолжать свой путь до пл. Труда пешком. Трамвайная конечная «Ярославль-Главный» была заменена новым троллейбусным кольцом, используемым для разворота троллейбусными маршрутами № 1, 3 и продлённым по заменившей трамвай троллейбусной линии по Большой Октябрьской улице маршрутом № 5.
- В октябре 2009 года на линии в Брагине в результате строительства новой транспортной развязки к Юбилейному мосту через Волгу был произведён перенос путей на участке от путепровода у «Лакокраски» до начала развязки со стороны Брагина. Для этого на протяжении порядка 1 километра были уложены новые пути в стороне от трассы Ленинградского проспекта, старые пути после переноса были демонтированы. На новое место была перенесена и остановка «АвтоРемМаш» («Авторемонтные мастерские»), попутно переименованная в «Торговый центр „Рио“». Качество выполненных работ весьма спорно — с одной стороны, ликвидированы сильно изношенные пути, в том числе вираж, выложенный из прямых рельсов; с другой стороны, кривые на виражах нового участка подогнаны довольно халатно, из-за чего движение осуществляется с сильными ограничениями по скорости.
- В 2010 году на предприятии началась процедура акционирования, МУП было преобразовано в ОАО. В настоящее время 100 % акций принадлежат Комитету по Управлению Муниципальным Имуществом (КУМИ) мэрии г. Ярославля.
- Летом 2010 года из остававшихся 70 линейных вагонов 5 были списаны. Ещё 5 списаны в мае 2011 г. В 2015 году вагон № 147 был отставлен от работы и переоборудован в самоходное учебное пособие.

### 2014. Строительство разворотного кольца
В конце января 2014 года на конечной «Улица Свердлова» началось долгожданное строительство разворотного кольца взамен треугольника. В период с 30 января по 11 февраля движение на линии от «Гипродвигателя» до улицы Свердлова было закрыто, на конечной велись строительные работы. С 12 февраля 2014 года открылось движение по новому кольцу в Бутусовском парке, недоразумение в виде треугольника ушло наконец в историю.

### 2017—2019: Списание старых трамваев, получение трамваев из Москвы
В 2017 году были списаны два вагона КТМ-5А (среди них трамвай № 109, прошедший КВР на ЦИБ-81 в 2008 году, но из-за плохой системы работы дверей и быстрой изношенности был отставлен от работы на линиях).
В апреле 2018 года началось списывание старых, не подвергавшихся КВР, трамваев 71-605. Были разобраны вагоны № 125 и № 134. Таким образом, к концу августа 2018 года парк насчитывал 55 вагонов, из которых 54 в рабочем состоянии.
В начале сентября 2018 г. вагон 71-619К № 51 был оборудован электронными маршрутоуказателями вместо бумажных аншлагов, однако через несколько месяцев ЭМУ были сняты из-за неисправности, а вагоны 71-605 № 123 (КВР ТРЗ), № 154 (КВР ЦИБ № 81), № 43 (КВР ЦИБ № 81) и № 114 (КВР ЦИБ № 81) прошли ППР.
В ноябре 2017 года правительство Ярославской области заключило договор с Мосгортрансом в рамках бесплатной передачи городу 20 вагонов 71-619КТ 2004—2006 годов выпуска. Поставка вагонов в Ярославль ожидалась в первой половине 2018 года, но из-за масштабной подготовки и проведения Чемпионата мира по футболу была перенесена на несколько месяцев и состоялась только в сентябре 2018 года. Вот график поступлений вагонов (указаны московские бортовые номера, нанесённые на вагоны в момент передачи, в скобках новые, ярославские бортовые номера):
в ночь с 3 на 4 сентября 5356 (24) и 5361 (33) — КР ТРЗ 2013 г.(оба 2006 г. выпуска);
- 7 сентября 5409 (35) (2005 г.) и 5473 (38) (2006 г.);
- 9 сентября 4290 (2) и 5413 (37) (оба 2005 г.);
- 11 сентября 5274 (9) — КР СВАРЗ 2015 г. (2005 г.) и 5286 (20) (2006 г.);
- 13 сентября 5354 (21) и 5355 (22) (оба 2005 г.);
- 15 сентября 5357 (25) (2005 г.) и 5407 (34) (2004 г.);
- 17 сентября 5273 (7) (2005 г.) и 5283 (18) (2006 г.);
- 19 сентября 5358 (26) и 5412 (36) (оба 2005 г.);
- 21 сентября 5282 (16) и 30908 (10) (бывш. 5277) (оба 2005 г.);
- 22 сентября 5284 (19) (2006 г.) и 30912 (13) (бывш. 5281) (2005 г.)

Все вагоны прошли процедуру страхования, обкатки, технического осмотра и начали выходить на линию.
- 14 декабря первые три вагона прошли тестовую обкатку без пассажиров.
- 18 декабря первый московский вагон с бывшим бортовым номером (5355) вышел под номером 22 на маршрут № 7.
- 19 декабря бывший московский трамвай со старым бортовым номером (30908) вышел на пятый трамвайный маршрут под новым, 10-м бортовым номером.
- 20 декабря на пятый маршрут вышел вагон с бортовым номером № 18 (бывш. 5283), а вечером вышел на 7-й маршрут вагон с бортовым номером 16 (бывш. 5282).
- 21 декабря на линию вышел вагон 13 (бывш. 30912).
- 24 декабря на маршруты пустили вагон № 26 (бывш. 5358).
- 27 декабря выпустили трамвай с б/н 9 (бывш. 5274, прошедший КР на СВАРЗ в 2015 году).

После обновления подвижного состава началась процедура списывания старых, не подвергавшихся КВР, вагонов 71-605. Первыми на списание пошли трамваи № 128 и № 121 (их списали в ноябре 2018 года), а в конце декабря вагоны № 120, № 142 и № 148. Оставили лишь вагон № 112- он остался на балансе предприятия в качестве музейного трамвая. Остальные трамваи 71-605, прошедшие КВР на ТРЗ в Москве в 2007 году и на ЦИБ-81 в Ярославле в 2005—2007 гг., оставили для усиления вагонного резерва.

### 2019—2022: Получение трамваев из Москвы, запуск «Музыкального» и «Экскурсионного» трамваев, временный трамвайный маршрут № 9
В начале 2019 года продолжился выпуск московских вагонов на линию.
- 15 февраля 2019 года на линии пустили очередной трамвай с б/н 33 (бывш. 5361, прошедший КР ТРЗ в 2013 году).
- 22 февраля вышел трамвай с номером 2 (бывш. 4290).
- В начале марта 2019 года трамвай 171 прошёл ППР.
- 15 марта для пассажирской эксплуатации выпустили трамвай с борт. номером 34 (бывш. 5407).
- 11 апреля на маршруты вышел вагон с номером 24 (бывш. 5356).

В начале апреля был списан вагон 71-605 № 71, первым прошедший КВР на ЦИБ-81 в 2003 году.
В мае 2019 года трамвай 71-605 № 6 (КВР ТРЗ в Москве в 2007 году) прошёл ППР.
- 29 мая выпустили последний трамвай, оформленный в голубой цвет бренда московского транспорта, с бортовым номером 19 (бывш. 5284). Количество московских вагонов, оформленных в данный бренд шесть штук (номера 2, 9, 19, 22, 24, 33).

В июле списали трамвай 71-605 с б/н 78 (КВР ЦИБ-81 в 2005 году).
- 11 августа проходил обкатку окрашенный, прошедший техосмотр и плановый ремонт, вагон №25 (бывш. 5357). 13 августа он вышел на линию.
- 12 августа выпустили трамвай, прошедший покраску из триколора в голубой цвет, с б/н 38 (бывш. 5473).
- 30 августа на линии под маршрутом № 7 запустили вагон с б/н 7 (бывш. 5273).

2 сентября был запущен новый, 9-й маршрут, который следовал от ул. Блюхера до ул. Свердлова. 9-й маршрут был запущен на время ремонта Тутаевского шоссе. На линии курсировало 4 вагона.
В октябре вагон 71-619 КТ № 10 прошел ТР.
15 февраля при поддержке АО «ЯрГЭТ» в Ярославле прошла необычная акция, приуроченная ко Дню всех влюблённых, «Музыкальный трамвай». В котором пассажиров ждал концерт с участием известного саксофониста Нэкса Бризи, который исполнил мировые хиты и композиции собственного сочинения.
С 20 марта во всех трамваях и троллейбусах можно будет оплатить проезд с помощью банковских карт или смартфонов, поддерживающих функцию бесконтактной оплаты
Со 2 апреля по 15 мая 2020 года была временно приостановлена работа трамвайного маршрута № 9, в связи со снижением пассажиропотока, вызванного коронавирусной инфекцией.
В мае 2020 года в преддверии празднования 75-й годовщины великой Победы, на улицы города вышел тематический электротранспорт. В мае специалистами АО «ЯрГЭТ» проведен планово-предупредительный ремонт и текущий ремонт трамвайного вагона № 163, а также вагон № 129 прошел текущий ремонт второго объема.
3 июня мэр Ярославля Владимир Волков во время отчёта о проделанной работе за 2019 год объявил, что городские власти планируют продлить трамвайные пути в Брагине. По словам начальника управления городского пассажирского транспорта ДГХ мэрии Ярославля Сергея Волканевского, основной вариант такой: трамвайные пути от остановки «Улица Блюхера» через микрорайон «Яблоневый посад» продлят до остановки «Больница № 9», где соединятся с рельсами. Таким образом, можно будет пересматривать различные варианты маршрутов трамваев № 5, 6 и 9. Также в течение июня-июля проводился ремонт трамвайных переездов на улице Труфанова с заменой рельсов и шпал.
С 5 сентября 2020 года по выходным дням начинает работу экскурсионный трамвай (КТМ-5М3 б/н № 129), следующий по маршруту № 1 в обе стороны. В процессе поездки аудиогид проведёт обзорную экскурсию по Ленинскому району города Ярославля, расскажет об основных объектах и достопримечательностях вдоль трамвайной линии, а обратный путь будет посвящён становлению трамвая в городе Ярославле. Трамвай будет делать два рейса в день — в 11 и в 14 часов, а цена билета 200 рублей.
12 декабря был отменён маршрут № 9 в связи с возобновлением после ремонта Тутаевского шоссе троллейбусного движения по маршрутам № 3 и № 4. Маршрут исключён из реестра в ноябре 2022 года.
В 2021 году протяжённость линий в однопутном исчислении составляет 42 километра, таким образом, сокращения затронули около 25 км путей (считая служебные линии и пути в Депо № 3). Тем не менее, сегодня положение трамвая гораздо лучше и стабильнее, чем было в начале 2000-х годов. Граффити на вагонах появляются всё реже, следов их почти не видно, случаи выхода из строя подвижного состава на линиях стали очень редки. На линии выпускают в первую очередь новые трамваи, почти все они работают с кондукторами. Работают только одиночные вагоны. Выпуск на линию — 44 вагона в будние дни и 40 — в выходные. Всего в парке находится 67 линейных вагонов. После ремонта основной части путей и закупки новых вагонов трамвай снова начал восприниматься как стабильное и удобное средство транспорта, результатом чего стало заметное увеличение пассажиропотока.

### 2023—2025. Концессионная модернизация трамвайной сети
27 декабря 2022 года в рамках федеральной программы «Модернизация пассажирского транспорта в городских агломерациях» Правительство Ярославской области и ООО «Мовиста Регионы Ярославль» подписали концессионное соглашение по развитию трамвайного сообщения в Ярославле сроком на 30 лет. Концессионер модернизирует 45,3 километра трамвайных путей, восемь тяговых подстанций, два путепровода, трамвайное депо, закупит 47 односекционных низкопольных трамваев.
Общий объем инвестиций в модернизацию оценивается в 19,7 млрд рублей. Привлекаются средства госкорпорации «ВЭБ.РФ», Фонда национального благосостояния, федеральной субсидии на финансирование капитальных затрат и региональное софинансирование, а также собственные средства инвестора. Реализация проекта предусмотрена на 2023—2025 годы.
Модернизация трамвайного сообщения позволит увеличить среднюю скорость трамваев, сделать их комфортнее и повысить привлекательность перед личным транспортом, увеличив пассажиропоток на трамвайных маршрутах предположительно до 17,5 млн пассажиров в год (в 2022 году составлял — 8,8 млн пассажиров в год).
Ремонт путей и реконструкция трамвайного депо продлятся до 2025 года. В 2023 году будут заменены пути в Дзержинском районе. На время ремонта движение трамваев будет реверсивным. Закупка новых трамваев состоится в 2024 году.
С января 2023 года сокращено количество подвижного состава с 33 до 29 трамваев в выходные.
10 июня 2023 года в город поступил первый трамвай 71-911ЕМ производства ПКТС. Он будет предназначен для обучения водительского состава на данной модели вагонов. Позже он покинул Ярославль из-за того что ПКТС не смог выполнить заказ.
25 декабря приехал 71-628-02 от УКВЗ. Данные вагоны поступят в город в количестве 47 единиц до 2025 года.

## Устройство линий и их состояние

### Пути и стрелки
Первоначально все линии были проложены однопутными, на каждой было построено по нескольку разъездов. Конечные были простыми тупиками. При сооружении путей использовались лёгкие трамвайные рельсы, качество укладки зачастую оставляло желать лучшего. Готовый путь засыпали песком, или просто грунтом (кстати, такая практика просуществовала до середины 1990-х). Через несколько лет после пуска движения пути на некоторых линиях были усилены для грузового движения.
В 1920-е годы у Московского вокзала было сооружено первое разворотное кольцо. В 1934 году открылась новая, первоначально однопутная линия от Красной площади до Резинокомбината (ЯШЗ), завершавшаяся разворотным кольцом. В том же году началось строительство вторых путей на линиях. Первым в городе второй путь получило основное направление Московский вокзал — Красная площадь — Резинокомбинат. В ходе реконструкции была расширена выемка на Большой Московской улице, построена новая линия по улице Первомайской, а на всём протяжении Советской и большей части Большой Московской улиц уложен сплошной второй путь. Единственный однопутный участок линии на тот момент остался в районе Которосли — необходимо было — расширить дамбу и укрепить Американский мост. Затем, на протяжении 30-40-х годов вторые пути и кольца были построены почти на всех линиях. Позже всех двухпутной стала линия по улице Емельяна Ярославского (Большой Фёдоровской), последний однопутный участок на ней оставался до 1979 года. Также с 1949 до 2006 года существовала небольшая служебная однопутная линия на улице Чайковского, связывавшая Депо № 3 и Большую Октябрьскую улицу.
В 1977-79 годах построена линия в Брагино. Первоначально на ней предполагалось скоростное движение, поэтому пути уложены обособленно, по нечётной стороне проспекта Октября и Ленинградского проспекта, при укладке использовались лёгкие железобетонные шпалы, а в местах пересечения с ж/д путями сооружены 2 путепровода. Правда, уже в самом Брагине, на улице Панина устроено одноуровневое глухое пересечение с малодеятельной ж/д веткой. Вся линия была уложена по тем временам очень качественно, с открытой рельсо-шпальной решёткой, однако в начале 90-х годов всё же начала приходить в негодность, скорость движения стала падать, возникали случаи схода вагонов с рельсов.
До середины 90-х годов при ремонте путей продолжали применять морально устаревшие технологии (укладывали слабые трамвайные рельсы, безжалостно разбиваемые жёсткими тележками КТМ-ов, в качестве балласта применяли песок, которым засыпали пути до самых головок рельсов. С начала 90-х годов ЯТТУ отказалось от закупки литых крестовин фабричного производства, начав сваривать крестовины из фрагментов рельсов прямо на месте. В результате ухудшилось прохождение вагонами стрелочных переводов и пересечений: для достижения прочности крестовин сварной шов проводят со всех сторон, в том числе и поверху, прямо в жёлобе; в результате этого вагон переезжает через крестовину на ребордах, на минимальной скорости. Также ухудшилась подгонка кривых на поворотах. Верхом такого небрежения стал отремонтированный в середине 90-х годов участок на повороте с пр-та Октября на Ленинградский пр-т, выложенный из одних прямых рельсов! (подобную практику применяют разве что на некоторых малодеятельных «дремучих» узкоколейках). Этот курьёз был устранён только в сентябре-октябре 2009 года, когда участок от путепровода у «Лакокраски» до остановки «АвтоРемМаш» был перенесён в сторону от дороги и уложен на более качественном уровне (хотя фирма-подрядчик тоже отнеслась к выгибанию рельсов на виражах достаточно халатно).
Переломный момент наступил в 1995 году, когда перегон на Пятёрке от улицы Белинского до улицы Жукова капитально отремонтировали по улучшенной технологии — использовались новые 25-метровые рельсы Р-43, пути уложены на щебёночно-песчаную подушку (правда, на деревянные шпалы, вдобавок частично б/у), рельсы оставлены открытыми. Подобным образом стали осуществлять капремонт на большинстве других линий (правда, качество ремонта бывало разным, в результате отдельные перегоны через несколько лет стали снова нуждаться в ремонте). Наконец, в октябре-ноябре 2005 года при капитальном ремонте одного из самых «запущенных» перегонов от ул. Чехова до института «Гипродвигатель» была применена железнодорожная рельсошпальная решётка (рельсы Р-65 и железобетонные шпалы) и качественный щебёночный балласт. К апрелю 2016 года по такой технологии капитально отремонтирована большая часть линии в Брагине, от «Гипродвигателя» до ж/д переезда на улице Панина (за исключением путепроводов и стрелок) и перегон по Волгоградской улице. Правда, на поворотах использованы, как правило, трамвайные желобковые рельсы и деревянные шпалы, зато кривые теперь подогнаны гораздо качественнее. Также в 2011 году отремонтирован перегон от ж/д переезда до кинотеатра «Победа» с использованием частично ж/б шпал и б/у рельсов.
Летом 2014 года была отремонтирована 50-метровая кривая на повороте с проспекта Октября на улицу Володарского (остановка площадь Карла Маркса (бывший Гигант)) с укладкой новых рельсов на деревянных шпалах.
С лета 2015 года ведётся планомерное обновление трамвайных переездов а также небольших, наиболее нуждающихся в ремонте отрезков путей. Вот их перечень:
3-5 июля 2015 года был отремонтирован переезд на перекрестке улиц Елены Колесовой и Блюхера. Были уложены новые трамвайно-желобковые рельсы и качественный щебёночный балласт.
5-6 сентября 2015 года были отремонтированы пути на перекрестке улиц Толбухина и проспекта Октября (остановка Больница имени Соловьёва). Уложены новые рельсы на деревянных шпалах.
3 октября 2015 года на улице Володарского в районе дома 103 был проведён частичный ремонт путей с укладкой новых трамвайно-желобковых рельсов.
В 2016 году, в связи с ремонтом дорог, в Ярославле отремонтировали девять основных трамвайных переездов. Ремонтные работы начались в начале лета. В порядок привели переезд на пересечении Ленинградского проспекта и улицы Бабича, улиц Чкалова и Добрынина, Урицкого и Блюхера, Ленинградский проспект в районе завода сантехзаготовок, улица Победы — Кучерской переулок, улица Труфанова в районе дома № 21, Чкалова — Белинского, Чкалова — Чехова, проспект Ленина в районе Дворца молодежи. Вот как это происходило:
10-13 июня 2016 года, в связи с ремонтом дорог, был отремонтирован трамвайный переезд на перекрестке Ленинградского проспекта и улицы Бабича. Установлены новые рельсы на деревянных шпалах, промежутки между ними засыпаны щебёнкой и покрыты асфальтом.
В 2-3 июля был проведен капитальный ремонт путей на перекрестке улиц Чкалова и Добрынина.
15-17 июля 2016 года был отремонтирован трамвайный переезд на перекрестке улиц Урицкого и Блюхера. Уложены новые трамвайно-желобковые рельсы, промежутки между ними засыпаны щебёнкой и покрыты асфальтом.
30-31 июля 2016 года был отремонтирован переезд на Ленинградском проспекте у остановки «ТЦ Омега». Уложены новые трамвайно-желобковые рельсы, промежутки между ними засыпаны щебёнкой и покрыты асфальтом.
13 августа 2016 года был проведен некапитальный ремонт трамвайных путей на перекрестке улиц Чкалова и Чехова. Были заменены балластная система и шпалы, рельсы оставили те же. Переезд засыпали щебнем и асфальтной крошкой.
27-28 августа производился капитальный ремонт путей на перекрестке улицы Победы с Кучерским переулком. Уложена кривая из новых трамвайно-желобковых рельсов на новых деревянных шпалах.
24-25 сентября капитально отремонтировали трамвайный переезд на перекрестке улиц Чкалова и Белинского. Были уложены новые рельсы на деревянных шпалах.
8 октября ремонтировались пути в районе Белинского рынка. Были заменены рельсы, шпалы и балластная система.
15 октября производился капитальный ремонт путей на улице Труфанова в районе дома № 21. При ремонте переезда была использована новая технология (монолитный переезд), которая широко применяется в крупных городах. Была заменена балластная система, поставлен монолитный переезд.
Летом 2017 года был продолжен ремонт путей. 3-4 июня был отремонтирован участок путей на ул. Победы в сторону ул. Свердлова с укладкой новых рельсов на деревянных шпалах. Вместе с этим были отремонтированы участки путей на перекрестке ул. Володарского и Кучерского переулка и на перекрёстке проспектов Октября и Толбухина.
18 июня начался завершающий этап работ по капитальному ремонту путей в районе площади Карла Маркса. Было заменено асфальтовое покрытие на пересечении с проспектом Ленина, на примыкающем к нему повороте на ул. Володарского рабочие уложили несколько сотен квадратных метров высококачественной тротуарной плитки, окрашены опоры контактной сети. Сейчас на этом участке расположена комфортная пешеходная зона.
17 сентября выполнен капитальный ремонт путей на повороте из Кучерского переулка на ул. Победы — были уложены новые рельсы на деревянных шпалах и новое асфальтовое покрытие на переезде.
6-8 октября на месте пересечения проспекта Октября и проспекта Ленина был выполнен капитальный ремонт трамвайного переезда. Были заменены 40 м путей с использованием новых рельсов на деревянных шпалах. Рельсы были засыпаны щебнем, асфальтовой крошкой и покрыты асфальтом вровень с проезжей частью.
В 2018 году продолжился ремонт переездов в рамках капитального ремонта дорог по программе «Безопасные и качественные дороги». Сначала был отремонтирован большой переезд на перекрестке Ленинградского проспекта и Промышленного шоссе. Были заменены порядка 60 метров путей с заменой РШР. Также проводился капитальный ремонт двух переездов между проспектом Октября и улицей Чкалова с заменой РШР и крестовин.
4 июля была проведена замена путей на Ленинградском проспекте как продолжение ремонта переезда. Были уложены два новых звена на ЖБ шпалах с использованием анкерных рельсовых скреплений (АРС-4). Такой вид скреплений во многом определяет надёжность рельсовой колеи, позволяет снизить эксплуатационные затраты на текущее содержание пути и гарантирует срок службы шпалы до 50 лет.
В июне-июле проводился капитальный ремонт с заменой рельсов и шпал нескольких переездов на улице Чкалова (перекресток Чкалова-Юности, Чкалова-Жукова, Чкалова-Кузнецова). Руководство ЯрГЭТ планирует также полностью отремонтировать всю улицу Чкалова, длина которой 2,2 км.
22 июля 2018 года на треугольнике возле института «Гипродвигатель» был выполнен ремонт стрелочных переводов с укладкой новых стрелок и крестовин на деревянных шпалах.
В августе начался ремонт на Кучерском переулке с заменой рельсо-шпальной решетки. Были отремонтированы первые 60 метров участка путей. Между рельсами и шпалами проложена резиновая прокладка для уменьшения шума и вибрации.
18 октября заменили крестовины трамвайных путей на пересечении проспекта Октября и улицы Чкалова, а также были частично заменены рельсы и шпалы возле трамвайного депо на Ленинградском проспекте.
В ноябре проводился ремонт участка одного из колец на к/ст ул. Волгоградская с укладкой трамвайно-желобковых рельсов на деревянных шпалах.
В 2019 году ремонт и обслуживание путей начались с замены шпал на путепроводе в сторону Областной онкологической больницы ремонтом около 150 метров путей. Рельсы оставили те же, однако подшлифовали головку и заменили крепления и костыли. В июле начался ремонт 40-метрового участка путей в районе кольца на улице Волгоградской с заменой рельсов и шпал. 24-25 июля проводилась замена РШР на перекрестке ул. Володарского и ул. Некрасова с укладкой ж/д рельсов на деревянных шпалах. 1-5 августа в рамках программы БКД провели полную замену РШР на пересечении улицы Труфанова и проспекта Дзержинского.
Автоматизированы все линейные стрелки (за исключением въезда на кольцо на ул. Е. Колесовой). Основным направлением является прямое, вне зависимости от направленности стрелки. Как уже упоминалось, качество крестовин не очень хорошее — сварной шов идёт даже по жёлобу рельса, из-за чего вагон вынужден переезжать крестовину на ребородах колёс на очень низкой скорости.

### Контактная сеть
Первоначально контактная подвеска была рассчитана под штанговый токоприёмник с роликом. Крепилась она либо на стальных опорах с подвесными штангами-консолями на традиционных для того времени кованых кронштейнах, либо на тросовых поперечинах. Поскольку спецчастей — воздушных стрелок, аналогичных троллейбусным, в те годы в доступном виде ещё не существовало, то во избежание частых перестановок токоприёмников на разъездах, над однопутными перегонами практиковалось подвешивание сразу двух параллельных проводов — каждый для своего направления, над разъездами же эти провода расходились в стороны над своими путями.
В 1949 году все штанговые токоприёмники заменили на дуговые (бугельные), это было обусловлено запуском в городе троллейбусного движения. Зато после этого стало возможным упростить и сделать более надёжными спецчасти контактной сети на развилках и пересечениях. А поступившие в 1963 году вагоны Gotha T2-62 уже изначально были оснащены пантографами. В 1968 году бугели на пантографы заменили и на всех остальных вагонах.
С начала 1980-х годов на всех вагонах эксплуатируются пантографы с угольно-графитовыми вставками, по образцу железнодорожных.
В июне 2010 года на вагоне 71-619КТ № 3 начата опытная эксплуатация полупантографа челябинского производства. В октябре того же года полупантографы установлены ещё на 5 вагонах. Однако в 2016 году эксплуатация полупантографов продолжается только на 2 вагонах, на остальных возвращены обычные штатные токоприёмники-пантографы. А в 2019 году эксплуатация полупантографов не осуществляется.
Контактная сеть Ярославского трамвая содержится в очень хорошем состоянии, зачастую — даже лучше троллейбусной. Случаи поломки пантографов очень редки. На виражах контактный провод подвешен под углом, соответствующим наклону вагона и каретки пантографа.
Линия на Брагино от ЯМЗ до самого конца, включая ответвление маршрута № 6, оборудована цепной гибкой подвеской на навесных штангах-консолях, местами применена грузокомпенсация. Таким же образом сеть подвешена на перегоне «Гипродвигатель» — Улица Чехова, в Кучерском переулке, на улицах Володарского и Победы. Ранее, до ликвидации линий, цепная гибкая подвеска существовала на ул. Большой Фёдоровской (от Зеленцовской до 5-й Вокзальной) и на Толбухинском мосту. На участке от пл. Карла Маркса до ЯМЗ используется полужёсткая подвеска, на всех остальных — обычная жёсткая, на тросовых поперечинах.

## Маршруты

### Действующие[15]
По состоянию на 2025 год в Ярославле действуют 4 трамвайных маршрута:
| №  | Конечные                  | Конечные        | Маршрут | Протяжённость, км | Выпуск в будни                         | Выпуск в выходные                     |
| -- | ------------------------- | --------------- | --- | ----------------- | -------------------------------------- | ------------------------------------- |
| 1  | Улица Чкалова             | Улица Свердлова | Улица Чкалова → Улица Юности → Улица Добрынина → Улица Жукова → Улица Белинского → Улица Чехова → Больница имени Соловьёва → Площадь Карла Маркса → Улица Свердлова                                                                        | 4,6               | 8                                      | 8                                     |
| 5К | Улица Александра Невского | Улица Чкалова   | Улица Елены Колесовой → Трамвайное депо → ТЦ Омега → ТРЦ РИО → Лакокраска → Институт мономеров → ЯМЗ → Областная онкологическая больница → Улица Чехова → Улица Белинского → Улица Жукова → Улица Добрынина → Улица Юности → Улица Чкалова | 9,9               | В часы пик: 17; в межпиковое время: 14 | В часы пик: 14; в межпиковое время: 9 |
| 7К | Трамвайное Депо           | Улица Свердлова | ТЦ Омега → ТРК РИО → Лакокраска → Институт мономеров → ЯМЗ → Областная онкологическая больница → Больница имени Соловьёва → Площадь Карла Маркса → Улица Свердлова                                                                         | 6,9               | В часы пик: 15; в межпиковое время: 13 | В часы пик: 13; в межпиковое время: 8 |

Карта маршрутов Ярославского трамвая (2022)

2 сентября 2019 года запущен маршрут № 9 по улице Блюхера, для разгрузки Тутаевского шоссе. Маршрут закрыт 12 декабря 2020 года после возобновления троллейбусного движения по Тутаевскому шоссе.

### Закрытые
| №  | Дата работы           | Название                                              | Длина маршрута | Примечание                                            |
| -- | --------------------- | ----------------------------------------------------- | -------------- | ----------------------------------------------------- |
| 1  | до 1964 года          | Шинный завод — Московский вокзал                      | 5,44 км        | Укорочен                                              |
| 1  | до 03.11.1975         | Центр — Улица Чкалова                                 | Неизвестно     | Укорочен до Мукомольного переулка                     |
| 1  | 04.11.1975-13.08.2009 | Мукомольный переулок — Улица Чкалова                  | Неизвестно     | Укорочен до улицы Свердлова                           |
| 1к | До 1980-х             | Улица Чкалова — Улица Свердлова                       | Неизвестно     |                                                       |
| 2  | Неизвестно            | ЯМЗ — Комсомольская площадь                           | Неизвестно     | Пущен по улице Победы                                 |
| 2  | до 03.11.1975         | ЯМЗ — Комсомольская площадь                           | 8,5 км         | Пущен через Толбухинский мост                         |
| 2  | 04.11.1975-18.11.1975 | ЯМЗ — Комсомольская площадь                           | 6,45 км        | Пущен через Мукомольный переулок                      |
| 2  | с 19.11.1975          | ЯМЗ — Комсомольская площадь                           | 7,35 км        | Продлён до улицы Чкалова                              |
| 2  | до 12.06.1988         | Улица Чкалова — Комсомольская площадь                 | 9,6 км         | Укорочен до ЯМЗ                                       |
| 2  | 13.06.1988-01.02.1991 | ЯМЗ — Комсомольская площадь                           | 7,35 км        | Укорочен до Мукомольного переулка                     |
| 2  | 02.02.1991-01.10.2006 | Мукомольный переулок — Комсомольская площадь          | 4,6 км         | Закрыт                                                |
| 2А | 01.11.1977-07.03.1978 | ЯМЗ — Улица Елены Колесовой                           | Неизвестно     | Продлён до улицы Панина                               |
| 2А | 08.03.1978-27.06.1978 | ЯМЗ — Улица Панина                                    | Неизвестно     | Продлён до улицы Волгоградская                        |
| 2А | 28.06.1978-30.06.1985 | ЯМЗ — Улица Волгоградская                             | Неизвестно     | Перенумерован в № 8                                   |
| 3  | до 1967 года          | Шинный завод — Красный Перекоп                        | Неизвестно     |                                                       |
| 3  | до 03.11.1975         | Площадь Волкова/Торговый переулок — Ярославль-Главный | Неизвестно     | Укорочен до Мукомольного переулка                     |
| 3  | 04.11.1975-29.07.2009 | Мукомольный переулок — Ярославль-Главный              | Неизвестно     | Заменён троллейбусным маршрутом № 6                   |
| 4  | 04.11.1975-18.11.1975 | Мукомольный переулок — Комсомольская площадь          | Неизвестно     | Пущен по улице Емельяна Ярославского                  |
| 4  | 19.11.1975-май 1986   | Московский проспект — Комсомольская площадь           | Неизвестно     | Укорочен                                              |
| 4  | май 1986-04.09.2004   | Московский проспект — Комсомольская площадь           | Неизвестно     | Неизвестно                                            |
| 5  | Неизвестно            | Городской вал — Центр                                 | 2,64 км        |                                                       |
| 5  | 1949-1957             | Площадь Труда — Автозавод                             | Неизвестно     |                                                       |
| 5  | с 1962 года           | Центр — Улица Чкалова                                 | Неизвестно     | Перенумерован в № 1                                   |
| 5  | с 01.11.1979          | Улица Волгоградская — Красный Перекоп                 | Неизвестно     |                                                       |
| 5к | 04.03.1985-30.06.1985 | Улица Волгоградская — Мукомольный переулок            | 14,70 км       | Перенумерован в № 7                                   |
| 5к | 20.05.2008-31.07.2008 | Больница № 9 — Трамвайное депо                        | Неизвестно     |                                                       |
| 6  | 1949-1957             | Площадь Труда — Резинокомбинат                        | 2,22 км        |                                                       |
| 6  | 05.11.1980-23.08.2015 | ЯМЗ — Улица Блюхера                                   | Неизвестно     | Продлён до улицы Чкалова                              |
| 7  | 31.10.1957-1962       | Центр — Посёлок моторного завода                      | 4,7 км         | Перенумерован в № 5                                   |
| 7  | 01.07.1985-13.08.2009 | Улица Волгоградская — Мукомольный переулок            | Неизвестно     | Укорочен до улицы Сведлова                            |
| 8  | с 01.07.1985          | ЯМЗ — Улица Волгоградская                             | Неизвестно     |                                                       |
| 9  | 30.12.1985-30.04.2007 | Больница № 9 — ЯМЗ                                    | 11,4 км        | Объединён с № 5                                       |
| 9  | 02.09.2019-11.12.2020 | Улица Блюхера — Улица Сведлова                        | 10,3 км        | Закрыт в связи с завершение ремонта Тутаевского шоссе |

### Технологические маршруты
Эти маршруты задействуются в случаях перекрытия трамвайных путей, всего их 5.
| №  | Название | Длина маршрута |
| -- | --- | -------------- |
| 1к | Улица Чкалова — Областная онкологическая больница Улица Свердлова — Областная клиническая больница                                       | Неизвестно     |
| 5к | Улица Чкалова — Волгоградская улица Улица Чкалова — Улица Елены Колесовой Больница № 9 — Трамвайное депо Улица Чкалова - Трамвайное депо | Неизвестно     |
| 5с | Улица Свердлова — Больница № 9 | Неизвестно     |
| 6  | Улица Блюхера — ЯМЗ | Неизвестно     |
| 6с | Улица Блюхера — Улица Свердлова | 10,3 км        |
| 7к | Улица Свердлова - Трамвайное депо |                |

## Депо
Нумерация депо — общая для ЯТТУ. № 1 и № 2 — троллейбусные депо.
- Трамвайное депо № 3 (улица Свободы, 42. ЗАКРЫТО). Построено в 1899—1900 годах вместе с первой очередью трамвая. При депо также была построена первая в городе электростанция (в советское время электростанция получила название «Красный луч» и была отделена от трамвайного хозяйства). Первоначально депо состояло из кирпичного ангара на 4 пути и небольшого двора перед ним, выезд осуществлялся только на Власьевскую улицу. В 1929 году территорию депо расширили вглубь до Большой Даниловской (Пушкина) улицы, в ширину — до ограды бывших Вознесенских казарм, включив в неё храмы Вознесенско-Сретенский прихода с церковной территорией. Древний храм Вознесения Господня (1682 год) обезобразили, сломали купола, внутри устроили склад материалов. В Сретенской церкви разместили клуб трамвайного парка, великолепную четырёхъярусную колокольню (1745 год) полностью разрушили. К существовавшему ангару был пристроил новый, на 5 путей. Был сооружён дополнительный въезд в депо со стороны Мологской улицы — через Большую Даниловскую. Ещё позже, в 1950-е годы территория депо была расширена в последний раз — к нему отошёл прилегавший участок улицы Пушкина, и депо стало граничить непосредственно с Бутусовским парком. В окончательном виде депо получило Г-образную планировку. Со стороны улицы Победы на въезде располагалось резервное разворотное кольцо (конечная «Улица Свердлова»), далее шёл трёхпутный «предбанник», переходивший во двор депо, к вееру и ангарам. За ними шёл небольшой двор, переходивший в однопутный въезд/выезд. Выпуск вагонов на линию прекращён 1 ноября 2005 года, до лета 2006 года из депо выводили подвижной состав и вывозили оборудование. Постройки депо снесены в 2008 году. В настоящее время на данной территории построен торговый центр, храмы возвращены верующим.
- Трамвайное депо (Ленинградский проспект, 37). Открыто в 1977 году, до 1 ноября 2005 года называлось «трамвайное депо № 4». Построено на свободном месте, перед въездом в Брагино, таким образом дефицита в пространстве не возникало. Депо вышло довольно просторным, удобно спланированным и хорошо оснащённым. Имеет 2 въезда/выезда, ближний к центру — в сторону центра, дальний — в сторону Брагина.

## Подвижной состав

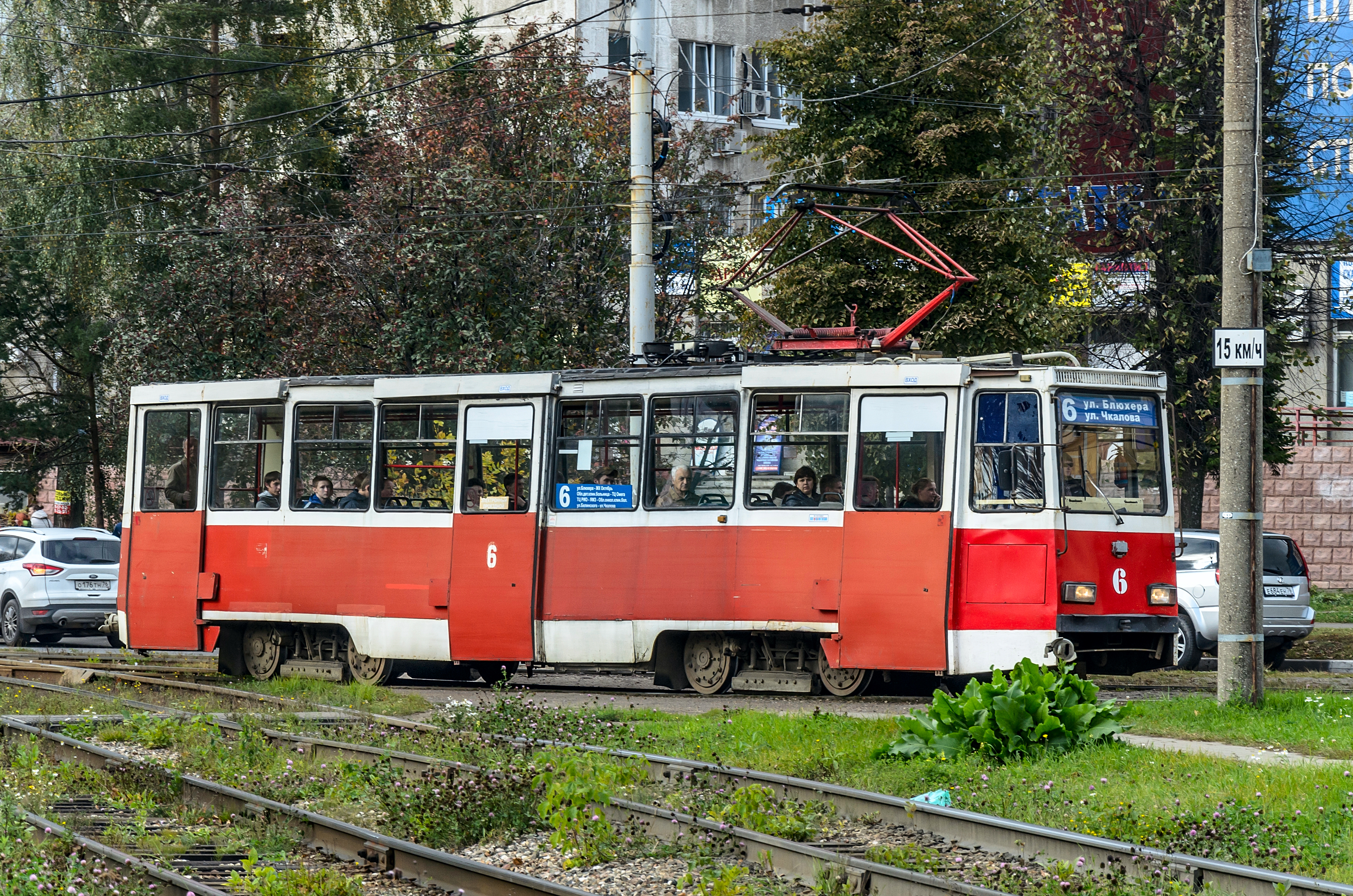
Вагон КТМ-5

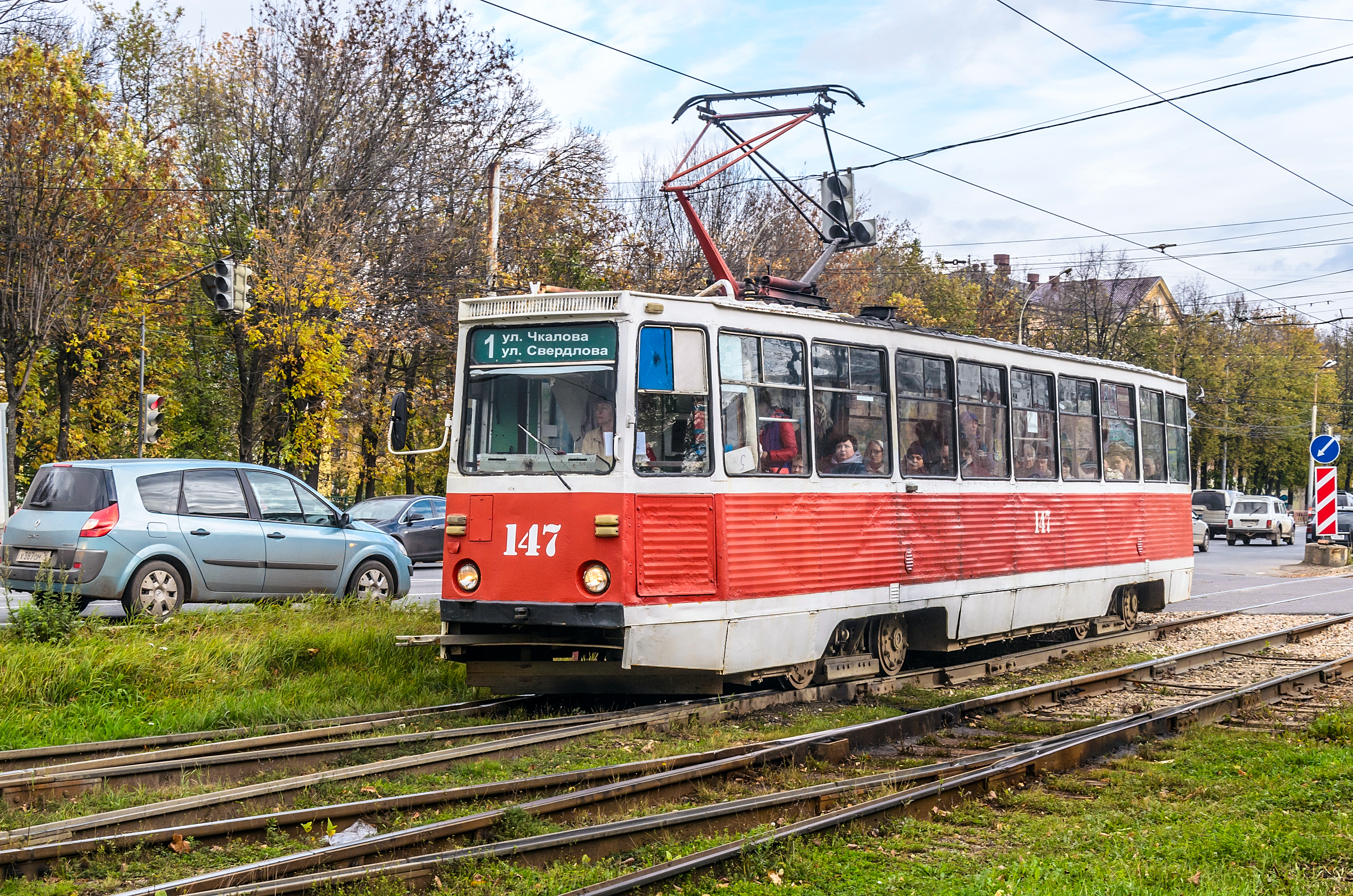
Вагон КТМ-5А

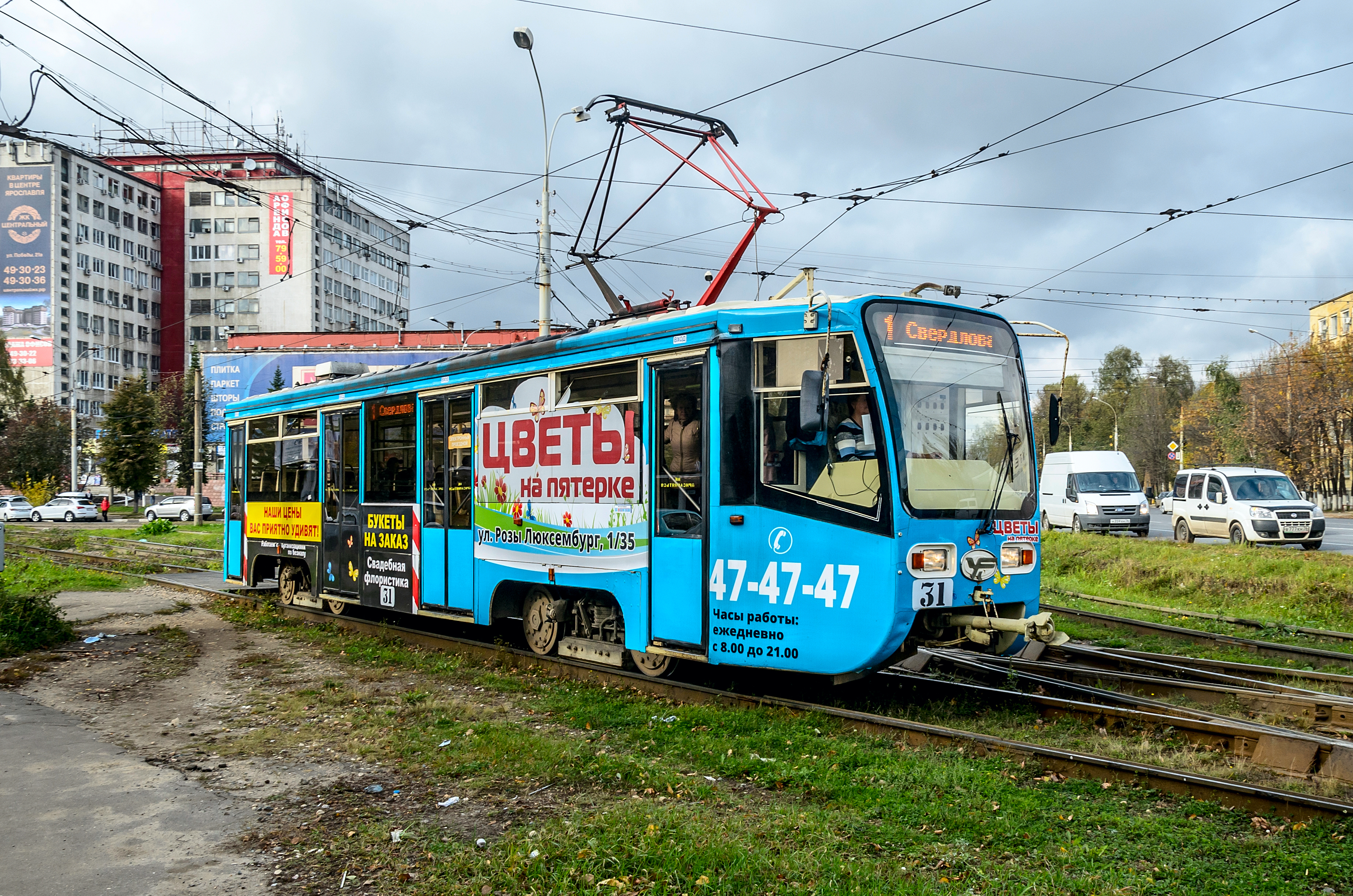
Вагон КТМ-19

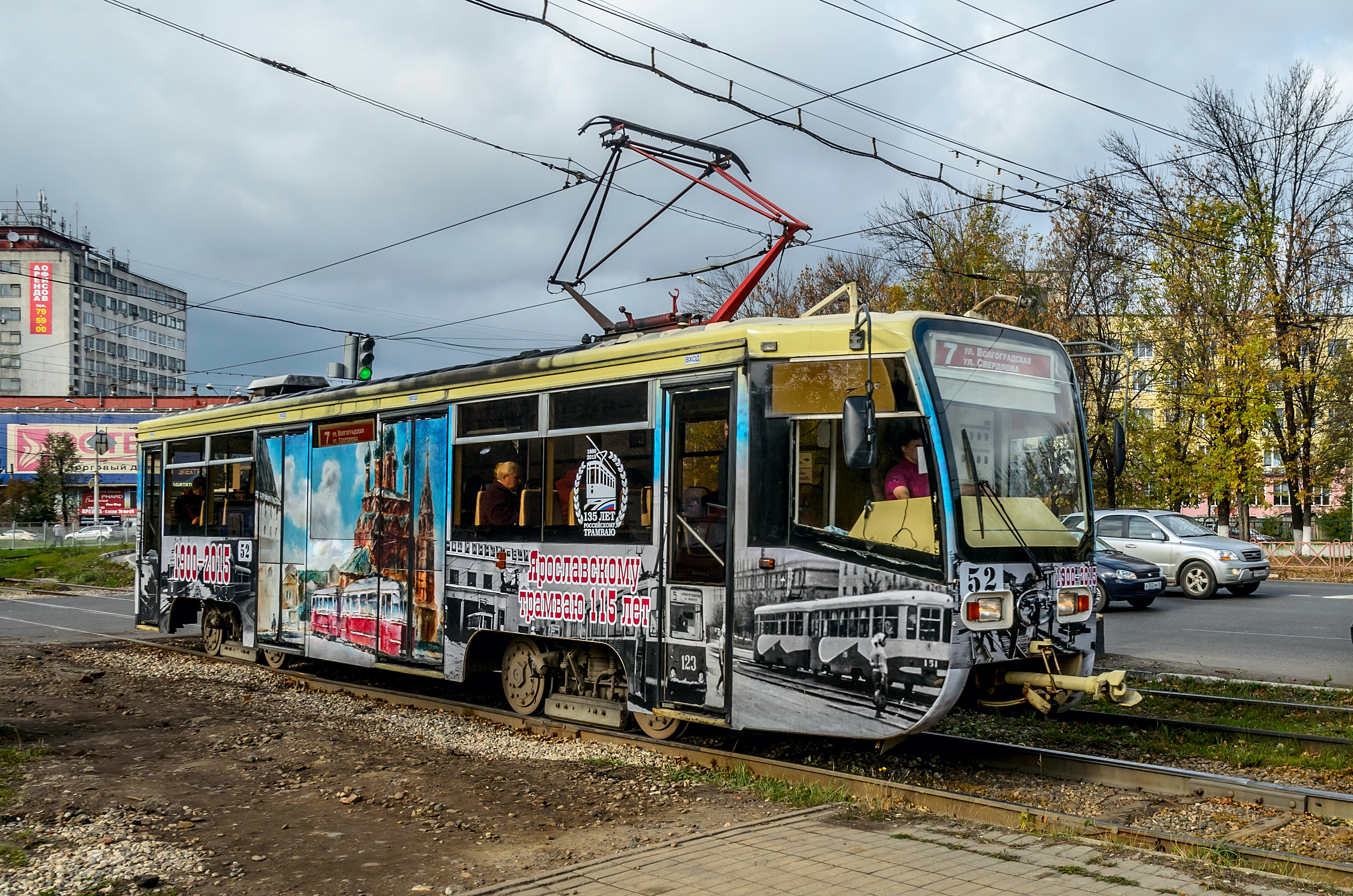
КТМ-19, оформленный в честь юбилея трамвайного движения

На июль 2025 года в Ярославле эксплуатируется 98 трамваев:
| Модель | Количество | Период эксплуатации |
| ------ | ---------- | ------------------- |
| 71-605 | 4          | с 1986              |
| 71-619 | 48         | с 2001              |
| 71-628 | 46         | с 2024              |

В период наивысшего развития (конец 80-х — начало 90-х годов) парк вагонов достигал 170 единиц. Самый последний бортовой номер — 211.
С 1977 по 2005 годы в Ярославле действовало распределение вагонов по депо и маршрутам:
№ 1-100 — Депо № 3, маршруты 1 — 4; № 101—211 — Депо № 4, маршруты 5 — 9. В последний год работы Депо № 3 его вагонный парк был истощён настолько, что для поддержания выпуска было переведено несколько вагонов из Депо № 4. После ликвидации Депо № 3 все оставшиеся вагоны сосредоточены в Депо № 4, чёткое распределение по маршрутам было утрачено, и частично восстановлено только в последние годы.
В настоящий момент в Ярославле эксплуатируются трамваи моделей:
- КТМ-5 — 4 вагонов., из них КВР ТРЗ в Москве в 2007 году прошли 2 вагона, и 2 вагона прошли КВР на ЦИБ № 81 МО РФ в Ярославле в 2005—2007 годах.
  - 71-628  — 46 вагонов.
- КТМ-19 — 48 вагонов:
  - КТМ-19 К — 3 вагона 2000—2005 годов выпуска, остальные КТМ-19 КТ — год выпуска 2004—2007, из них КР на ТРЗ и СВАРЗ в Москве прошли два вагона КТМ-19 КТ в 2013 и 2015 гг.
- Снегоочистители ГС-4 — 2 единицы
- Снегоочиститель ВТК-01
- Вагон контактной сети на базе КТМ-5М3
- Вагон — самоходное учебное пособие, переоборудованный из вагона КТМ-5А № 147
- Музейный вагон КТМ-1 1950-х годов выпуска, проходящий восстановительный ремонт
- 71-605 (КТМ-5М3)- вагон № 112 (построен в 1988 г.)- музейный

Модели, эксплуатировавшиеся за всю историю движения:
- «Гербрандт» с электрооборудованием фирмы «Валькер» — 19 двухосных моторных вагонов поступили в 1900 г. и 10 б/у из Кременчуга в 1931 г.
- КМ — 6 вагонов. Поступили в 1928 г.
- КП (прицепные), — 18 вагонов (б/у из Москвы. Часть из них была переоборудована в моторные)
- Ф (Фонарный) (б/у из Москвы)
- БФ (Бесфонарный) — 21 вагон (б/у из Москвы)
- Х (моторные) — 17 вагонов + М (прицепные) — 19 вагонов. Поступили в 1933-37 гг.
- М-36 (прототип модели М-38) — 4 вагона (б/у из Москвы). Поступили в 1948 г. Списаны в 1964 г.
- МС — 3 вагона (б/у из Ленинграда)КТМ-19 из Москвы

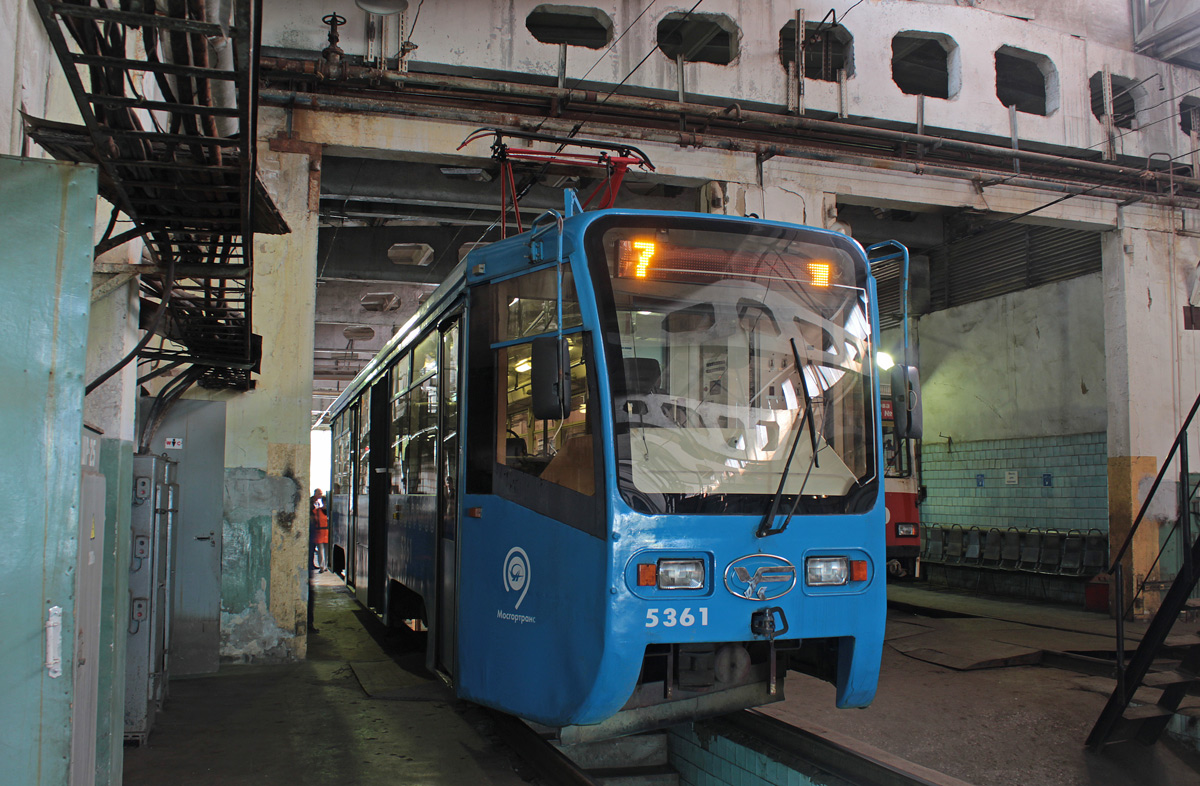
КТМ-19 из Москвы

- С (прицепные) — 28 вагонов (б/у из Москвы)
- КТМ-1/КТП-1 — 24 поезда. Поступили в 1952-61 гг.
- КТМ-2/КТП-2 — 3 поезда. Поступили в 1961 г.
- Gotha T2-62/B2-62 — 39 поездов. Поступили в 1963-65 гг. Списаны в 1975-76 гг.
- КТМ-8 (71-608) — 11 вагонов. Поступили двумя партиями — в октябре 1992 г. (5 вагонов) и в сентябре 1993 г. (6 вагонов).
- Вагон контактной сети на базе РВЗ-6 (эксплуатировался в начале 1980-х гг.)
- Рельсотранспортёр ТК-28 (списан в 2007 г.)
- Рельсошлифовщик ВТК-06 на базе КТМ-5А (по назначению так и не использовался, списан в 2003 г.)
- Снегоочиститель СП-4 (Списан в 2007 г.)
- Поливомоечный вагон на базе Х (списан не позднее 70-х годов)

Все списанные вагоны уничтожаются. Крупная серия списаний прошла осенью 2009 года. Так же летом 2010 года были списаны 5 вагонов 71-605 и 71-605А, в мае 2011 — ещё 5, а в период 2017—2018 годов 4 вагона (среди них вагон 71-605 № 109, прошедший КВР на ЦИБ-81 в 2008 году). После прибытия 20 вагонов 71-619КТ из Москвы были списаны оставшиеся пять трамваев 71-605, не проходившие КВР. В апреле 2019 года был списан вагон 71-605 № 71, первым прошедший КВР на ЦИБ-81 в 2003 году, а в июле списали вагон 71-605 № 78, прошедший КВР на ЦИБ-81 в 2005 году.
В 2022 году принято решение о дальнейшем списании пяти вагонов 71-619КТ из Москвы, не введенных в эксплуатацию, для оставления в качестве запчастей.

### Раскраска вагонов
КТМ-19 имеют бежевую раскраску. Бортовой номер наносится чёрным цветом, с торцов — мелким шрифтом, с боков — традиционным для Ярославля крупным.
КТМ-5 ранее окрашивались по стандарту: крыша и межоконные промежутки — белый; борта — красный; юбка — серый, сизый, коричневый, вишнёвый; разделительная полоса — белый (Депо № 3) или жёлтый (Депо № 4), с синими прожилками (вариант Депо № 3 — белый с жёлтыми прожилками). Бортовой номер — жёлтый, наносился одинаково со всех четырёх сторон крупным шрифтом (причём депо различались шрифтами трафаретов).
На заднем борту под окном помещена трафаретная надпись жёлтым (белым): «соблюдай дистанцию».
У вагонов КТМ-5, поступавших в 1988-90 годах разделительная полоса, юбка и эмблема УКВЗ были окрашены в белый цвет.
Разрушаться стандарт окраски стал после 1991 года. В 1992 году на бортах вагонов стала появляться реклама. В 90-е годы её наносили очень аккуратно, не нарушая общей гаммы окраски, однако в 2000-х подходы рекламщиков изменились, реклама стала пёстрой, броской, отдельные вагоны были покрыты рекламной раскраской целиком, так что возникали даже курьёзы с размещением бортового номера. Появлялись вагоны и без рекламы, но в нетрадиционной окраске, иногда никак не ассоциировавшейся с трамваем. После обновления вагонного парка эти «нововведения» постепенно ушли. Сейчас на всех оставшихся КТМ-5, не прошедших КВР, по утверждённому в 2010 году стандарту восстановлена оригинальная окраска рубежа 80-90-х годов (крыша и межоконные промежутки — белый, борта — красный, разделительная полоса и юбка — белый, белые бортовые номера и надпись «соблюдай дистанцию», салон — голубой.
КТМ-5, прошедшие КВР, утратили разделительную полосу-молдинг между бортом и юбкой. Первоначально их раскраска подбиралась индивидуально, однако в течение 2010—2011 годов все эти вагоны были окрашены по упомянутому выше стандарту.
Весной 2012 года реклама стала возвращаться на борта трамваев. Она выполняется в виде больших полупрозрачных наклеек, наносящихся на борт во всю высоту вагона, в том числе и на окна, правда — не во всю длину вагона, а только на 2-3 окна. Под расклейку рекламы попадают вагоны КТМ-19 и прошедшие КВР вагоны 71-605. В 2011—2015 годах вагон № 100 был оклеен фотокомпозицией, посвящённой 110-летию ярославского трамвая. Весной 2015 года подобной фотокомпозицией, посвящённой уже 115-летию открытия движения, оклеены вагоны КТМ-5 № 44 и КТМ-19 № 52. Шесть трамваев, подаренных Москвой, были выкрашены в сине-голубой цвет, оформленный в новом фирменном стиле бренда «Московский транспорт», однако с 2022 года все вагоны выкрашены в классическую бежевую окраску.

### Системы многих единиц
Системы появились на улицах Ярославля в 1971 году, когда начались поставки вагонов КТМ-5. В период максимального развития на маршрутах № 1, 2, 7, и 9 работали только СМЕ, на 5, 6 и 8 маршрутах — СМЕ вперемежку с одиночными вагонами. После начала 90-х годов системы многих единиц остались только на 1, 7 и 9 маршрутах. В середине 90-х годов в Депо № 3 одно время существовала практика расцепки систем в межпиковое время (для экономии ресурса подвижного состава) — отработав утренний «пик», поезд заезжал в депо, второй вагон отцепляли, а головной возвращался на линию. Перед вечерним «пиком» проводили обратную процедуру. В связи с этим все головные вагоны Депо № 3 были оснащены светотехникой на заднем борту.
К началу 2000-х наметилась тенденция окончательной расцепки систем. Одиночные вагоны появились даже на 7 маршруте, чего раньше нельзя было даже представить. Последние системы были расцеплены 1 мая 2007 года, с этого момента на линии выходят только одиночные вагоны. Помимо этого, в период с 11 августа 2009 года до 12 февраля 2014 года эксплуатация СМЕ была невозможной на двух самых населённых маршрутах (№ 1 и № 7), когда вагоны на конечной «Улица Свердлова» оборачивались на разворотном треугольнике, вмещавшем только один вагон. Сегодня, после открытия движения по новому кольцу, возможность восстановления СМЕ хотя бы в часы «пик» представляется более реальной.
- По состоянию на январь 2021 года в эксплуатации находятся 67 пассажирских вагонов, из которых 62 действующие. Выпуск на линию в будни — 44 вагона в час пик (вне пика 38 вагонов), в выходные — 38 вагонов в час пик (38 вагонов вне пика).

### Состояние вагонов
Состояние вагонного парка было разным в различные периоды. В дореволюционные годы владельцы (Бельгийское общество) заботились о состоянии трамвая плохо, новые вагоны довольно быстро обветшали, неисправности были в порядке вещей. Был случай в 1913 году, когда на Бол. Фёдоровской ул. в районе современной остановки «Ул. Зеленцовская» со штанги вагона сорвался ролик-токосъёмник и убил кондуктора. В годы разрухи, после захвата города коммунистами в 1918 году трамвайное хозяйство было запущено до крайней степени, в 1922 году в рабочем состоянии оставались всего 3 вагона из 19. В середине 20-х годов начались поставки нового подвижного состава, восстанавливали и старые вагоны. В послевоенные годы проходило активное обновление парка, за техническим состоянием вагонов и их внешним видом хорошо следили.
В 1980-е годы все вагоны были аккуратно выкрашены, их регулярно мыли и убирали, никаких надписей ни снаружи, ни внутри не наблюдалось, повреждённые листы ДВП из обшивки салона и случайно разбитые стёкла сразу меняли. Внутри вагона на простенке между последней дверью и торцом аккуратно отмечали даты и степени объёма пройденных ремонтов. На водительской перегородке и над задним окном внутри салона по трафарету проставляли бортовой номер вагона. Освещение салонов работало в полной мере. Тем не менее, довольно частым явлением был выход из строя элементов электрооборудования.
В начале 1990-х годов у некоторых вагонов 71-605, проходивших капитально-восстановительный ремонт (КВР) в Воронеже, сужали проём заднего окна и вставляли обычную боковую раму с форточкой — по причине отсутствия стёкол нужного размера. Сложнее оказалось со стёклами нестандартного размера в дверях и на задних площадках КТМ-8. В нескольких вагонах их пришлось заменить стальными заплатами. Настоящая проблема возникла тогда с сиденьями в салоне — участились случаи хулиганств, пассажирские сиденья разрезались, а иногда и вырывались с корнем, тем временем средств на их восстановление не было. Поэтому в Депо № 3 мягкие сиденья и спинки часто заменялись плитами крашеной ДСП, а в Депо № 4 на старые металлические рамы кресел устанавливали изготовленные по специальному заказу накладки из жёсткого пластика.
В начале 2000-х годов вагоны трамвая стали пользоваться усиленным вниманием вандалов — всё внутреннее пространство салона безжалостно покрывалось беспорядочными граффити, часто страдали и наружные борта. Футбольные болельщики после матчей били стёкла у проезжавших мимо стадиона «Шинник» вагонов. Работники обоих депо не успевали ликвидировать последствия нападений вандалов, в лучшем случае, вагоны выходили на линию с исцарапанными стёклами — из-за нехватки растворителей краску с окон приходилось счищать механическими способами. Самый «пик» разгула вандалов пришёлся на период 2003—2007 годов, после чего ситуация постепенно стала нормализовываться. Тем не менее, вандализм стал одной из основных причин потери трамваем большей части пассажиров, и вытекающих отсюда расцепки СМЕ и сокращения выпуска вагонов на линию.
Перелом в положительную сторону наступил в середине 2000-х годов, когда на линии начали выходить новые КТМ-19 и обновлённые на КВР КТМ-5. На новые вагоны, как правило, у вандалов руки уже не поднимаются. Хотя иногда граффити всё же продолжают появляться, причём даже на новых вагонах, тенденцией это быть перестало. Сегодня вагоны выходят на линии чистыми и ухоженными, все сиденья в порядке и стоят на своих местах. В зимнее время в новых и капитально обновлённых вагонах под сиденьями работают печи, в старых вагонах так же установлены калориферы. Освещение салона в целях экономии включается, как правило, только наполовину (варианты — на 1/4, на 3/4 и полное освещение).

## Разворотные кольца
ОПИСАНИЕ КОНЕЧНЫХ
Действующие:
- Улица Блюхера. Маршруты № 6 и 9. Однопутное кольцо. Сооружено в 1980 году при строительстве второй линии трамвая в Брагино. Движение открыто в начале ноября 1980 г. До 2012 года кольцо было двухпутным, внутренний путь демонтирован вместе с КС. Завершает линию по ул. Блюхера в Брагино.
- Улица Чкалова (прежнее название — «Магазин „Спутник“», также иногда употребляется название «Угличское шоссе» и «Улица Автозаводская») . Оборачиваются маршруты № 1, 5 и 6. В 1980-е годы до сюда так же ходил маршрут № 2. Двухпутное кольцо с диспетчерской. Построено в 1961 году при продлении линии до 55-го квартала Ленинского района. Завершает линию на Пятёрке.
- Улица Свердлова. Прежде однопутное кольцо располагалось в «предбаннике» Депо № 3, совмещалось с въездом в депо. Было ориентировано в сторону Брагино и Пятёрки. В 1970-е годы здесь оборачивался маршрут № 1А, позже использовалось как резервная конечная. Кольцо было закрыто и демонтировано вместе с депо в 2006 году. В августе 2009 г., после ликвидации линии маршрута № 3 по улице Большой Октябрьской и части линии по улице Победы, рядом с бывшим кольцом в трёхдневный срок (14-16 августа 2009 г.) был сооружён разворотный треугольник. Разворот вагонов осуществлялся в присутствии ассистента-«сигналиста», таким образом эксплуатация систем на этом участке стала невозможной, а чтобы обернуть неисправный вагон на буксире, необходимо было выполнять очень сложные манёвры. В период с 30 января по 11 февраля 2014 года на месте треугольника было построено новое однопутное кольцо небольшого диаметра, по улице Победы к которому примыкает пошёрстный короткий тупиковый путь для отстоя одного вагона. 12 февраля 2014 года было открыто движение по кольцу для маршрутов № 1 и № 7. С 2019 по 2020 год здесь оборачивался маршрут № 9.
  - Улица Елены Колесовой (Улица Александра Невского). Промежуточная резервная конечная. Кольцо построено в ноябре 1983 года, расположено на повороте с ул. Александра Невского на ул. Елены Колесовой. Ориентировано в сторону центра и депо. В прошлом было двухпутным, с дополнительным заездом со стороны ул. Волгоградской. Сейчас внешний путь разобран, оставлена входная стрелка и крестовина.
  - ЯМЗ. Промежуточная конечная. Кольцо сооружено в 1977 году при строительстве на тот момент отдельной трамвайной линии от Моторного завода в Брагино. Движение по кольцу, как и по всей линии, открыто 1 ноября 1977 года, оборачивался маршрут 2А. После того, как в 1979 году обе трамвайные системы связал путепровод через железную дорогу, кольцо стало промежуточным. В 1980-е годы здесь оборачивались маршруты № 6, 8 и 9 (два последних упразднены), сегодня здесь — резервная конечная. Также осуществляется разворот маршрута № 6К. Простое однопутное кольцо у центральной проходной ЯМЗ, направлено в сторону Брагино.

Технологические:
- Областная онкологическая больница (ранее Больница «Автотранс», ещё ранее — Областная больница, в обиходе самих трамвайщиков — «Старое кольцо Моторного завода»). Резервная конечная. Сооружена в 1928 году вместе с линией на Автозавод (сейчас ЯМЗ). До середины 1990-х годов здесь оборачивался маршрут № 2, сейчас используется как резервная конечная. Первоначально кольцо было двухпутным, имелся диспетчерский пункт. Сейчас внутренний путь демонтирован, но осталась КС и крестовина от входной стрелки. Кольцо направлено в сторону центра.

Закрытые:
- Улица Панина. Промежуточная временная конечная. Маршрут № 2А. Была открыта при продлении линии в Брагино в начале 1978 года. Движение было открыто в первых числах марта 1978 г. Представляла собой однопутное кольцо, расположенное сразу после одноуровневого пересечения с железнодорожной линией. После продления линии до Волгоградской улицы в том же году кольцо потеряло актуальность, тем не менее оно сохранялось ещё около 10 лет и было разобрано только в конце 1980-х годов.
- Улица Елены Колесовой (упразднено). Маршрут № 2А с момента пуска 1 ноября 1977 г. до 1978 года. Располагалось при въезде в Брагино на месте нынешней остановки «Улица Елены Колесовой». После того, как линию продлили до Улицы Волгоградской, кольцо разомкнули далеко не сразу — разворотный путь сохранялся примерно до середины 1980-х годов. Но даже после этого, до 2007 года пути продолжали следовать по очертаниям кольца, описывая разомкнутую петлю и очень резкий вираж при выезде с бывшего кольца в сторону центра, и только после капитального ремонта путей был сделан обычный плавный поворот.
- Посёлок Моторного завода (Улица Жукова) — упразднено. Кольцо было построено в 1956 году на пересечении улиц Чкалова и Жукова и первоначально завершало линию на Пятёрке, здесь оборачивался маршрут № 5. В 1961 году, после продления линии до нынешней конечной «Улица Чкалова», кольцо было за ненадобностью ликвидировано.
- Мукомольный переулок. Маршруты № 1, 2, 3, 5 и 7. Опоясывало сквер в Мукомольном переулке, прилегая к ул. Бол. Октябрьской. Устроено в 1975 году, когда ликвидировали выезд трамвая на пл. Подбельского (Богоявления). Открыто для регулярного движения 4 ноября 1975 года. Ликвидировано в августе 2009 года (последний день эксплуатации 13 августа 2009 г.) вместе с линией по Большой Октябрьской улице. Двухпутное, имело диспетчерскую.

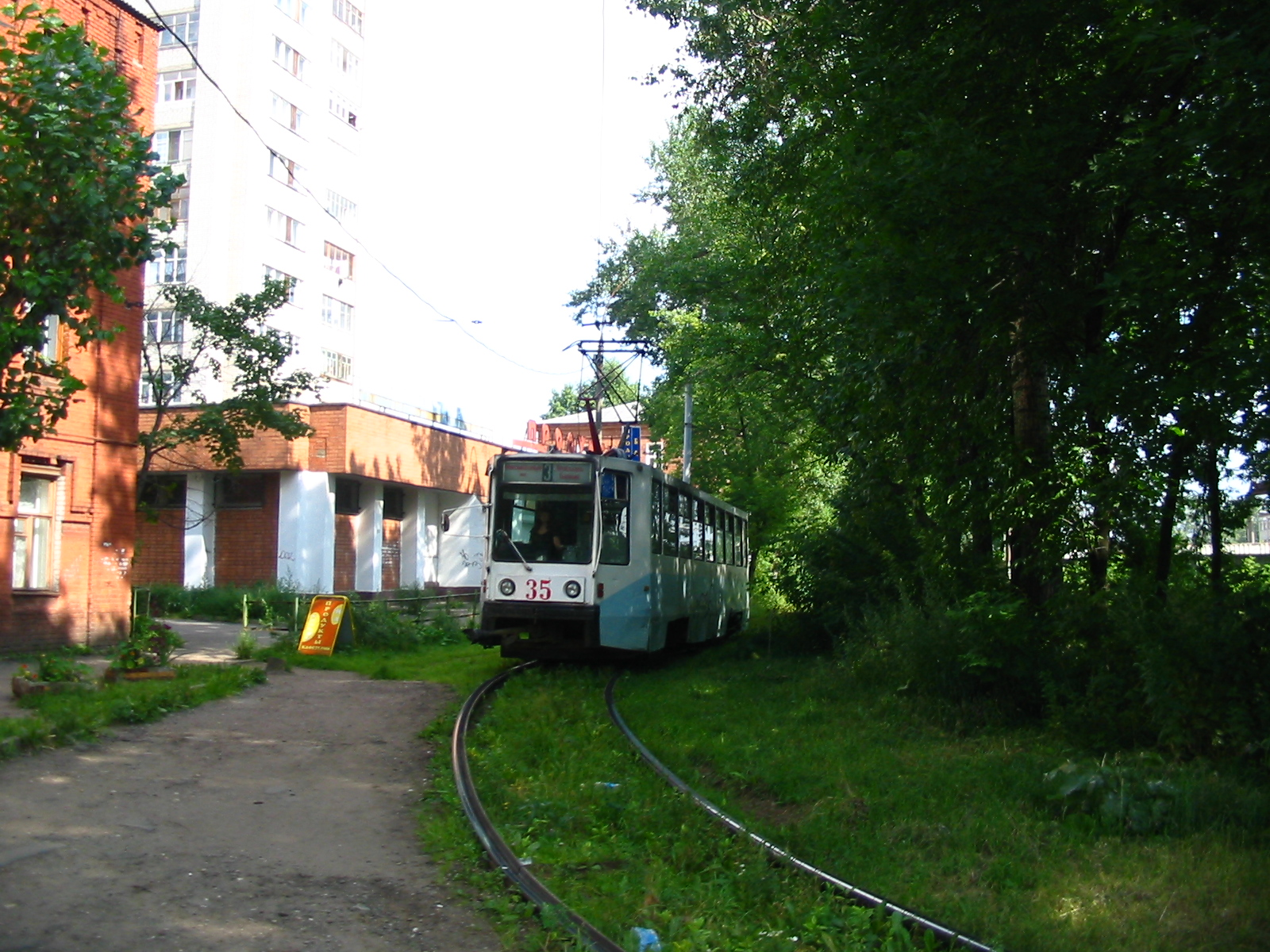
Кольцо Ярославль-Главный (2004)

- Ярославль-Главный. Маршрут № 3. Однопутное кольцо. Построено в 1949 году вместе с новым участком «вокзальной» линии по улицам Салтыкова-Щедрина и Ухтомского. Располагалось на улице Ухтомского, напротив дома № 7. Открыто для движения 25 октября 1949 года. До 2000-х годов на кольце работал диспетчерский пункт. Ликвидировано 30 июля 2009 года вместе со всей линией по ул. Большой Октябрьской.
- Комсомольская площадь. Маршруты № 2, 4 и 5. Движение открыто в 1900 году, вместе с пуском I-й очереди трамвая. Первоначально конечная располагалась дальше площади, на нынешней улице Стачек, перед проходной на Большую («Корзинкинскую») мануфактуру. Спустя несколько десятилетий, в предвоенные годы на Комсомольской площади было сооружено однопутное кольцо. Конечная ликвидирована в 2006 году вместе с окончательным закрытием трамвайного движения в Закоторосльной части города. Последний день работы кольца, как и всей линии — 1 октября 2006 года.
- Московский проспект Маршрут № 4. Располагалось у пересечения Малого Московского переулка и улицы Малой Пролетарской. Однопутное кольцо, внутри которого был кривой противошерстный тупик. Необходимость в кольце возникла с 4 ноября 1975 года, когда было окончательно закрыто движение трамваев по Московскому проспекту и ликвидирована линия по дамбе и мосту через Которосль, в результате чего часть линии по улице Емельяна Ярославского (Бол. Фёдоровской) осталась без движения. Чтобы восстановить движение по этой части, в 1976 году построили данное кольцо, что дало возможность перевести сюда маршрут № 4. Ликвидировано в 2004 году вместе с закрытием маршрута № 4, последний день работы — 5 сентября 2004 года.
- Торговый переулок (другое название — «Центр»). С ул. Первомайской путь поворачивал налево, в Торговый пер. и далее на обратное направление — на ул. Комсомольскую (до 1968 года кольцо было ориентировано наоборот — в сторону площади Волкова). Последний день работы — 3 ноября 1975 года. Кольцо ликвидировано в связи с окончательным закрытием движения трамваев в исторической части города, оборот вагонов был перенесён в Мукомольный переулок.
- Московский вокзал. Конечная существовала с момента пуска трамвая в 1900 г. Первой из всех конечных получила разворотное кольцо. Ликвидирована вместе с линией к Московскому вокзалу, движение закрыто 17 апреля 1964 года.
- ЯШЗ. Кольцо сооружено в 1933 году вместе с линией на Резинокомбинат (первоначальное название ЯШЗ). В поздние годы кольцо было двухпутным, оборудованным пунктом технического осмотра вагонов и имело диспетчерскую. Ликвидировано вместе с линией по Советской улице в 1967 году.
- Улица Терешковой. (ранее Голубятная улица). Конечная существовала с момента пуска трамвая в 1900 году и завершала линию по ул. Терешковой (ранее Голубятной). Разворотное кольцо было сооружено в 1933 году и располагалось, ориентировочно, напротив нынешнего дома № 19 по ул. Терешковой. Ликвидировано вместе с линией между 1936 и 1940 годами.
- Леонтьевское кладбище. Конечная завершала линию по Угличской улице, располагалась приблизительно напротив церкви Леонтия Ростовского. Построена вместе с линией в 1904 году, движение было открыто 9 (22) мая 1904 года. Разворотного кольца здесь, скорее всего, так и не было построено. Конечная прекратила существование вместе с линией между 1929 и 1934 годами.
- Пристань. От Воздвиженского (Флотского) спуска по нижней террасе Волжской набережной в обе стороны отходили две короткие линии, которые шли вдоль торговых и пассажирских пристаней, завершаясь каждая тупиком. Один из этих тупиков находился поблизости от Семёновского моста, напротив нынешнего Речного вокзала, другой — примерно напротив нынешнего дома № 61 по Волжской набережной. Движение было открыто 1 (14) июля 1901 года, линия действовала с перерывами, только в период летней навигации. Окончательно закрыта и ликвидирована в предвоенные годы.
- Загородный сад. Тупиковая конечная завершала Мологскую линию, проложенную в 1907 году от Сенной площади (пл. Труда) по улицам Мологской (Победы), Дворянской (пр-т Октября) и Городскому валу (пр-т Ленина), располагалась на Городском валу между Ипподромом и Загородным садом, напротив нынешнего Детского парка. Грузовое движение по линии открылось в конце 1907 года, пассажирское — 2 (15) января 1908 года. Ликвидирована вместе с прилегавшим участком пути в 1928 году при строительстве трамвайной линии к Ярославскому автозаводу (ЯАЗ-ЯМЗ).
- Площадь Труда. Однопутное разворотное кольцо располагалось возле здания казарм со стороны улицы Победы, завершая линию по ул. Победы со стороны улицы Свердлова. Сегодня на этом месте расположена проезжая часть улицы Победы и частично один из сквериков площади Труда. Точные даты существования кольца не установлены, приблизительно оно было сооружено не позднее 1933 года (при этом существовал переход на линию, проходившую по улице Свободы) и демонтировано к 1960 году (при подготовке к 950-летию Ярославля, когда на площади были разбиты скверы с фонтанами и она приобрела ныне существующую планировку), а линия была продолжена по улице Победы до перекрёстка с Большой Октябрьской улицей.

## Треугольники и гейт
- Треугольник на Т-образном перекрёстке улиц Победы и Большой Октябрьской. Активно использовались 2 стороны: прямая — по Большой Октябрьской ул. — маршруты № 2 и № 3; и левый поворот с ул. Победы на Большую Октябрьскую — маршруты № 1 и № 7. Правый поворот задействовался маршрутами № 2 и 5, позднее — оставался резервным. Треугольник демонтирован в августе 2009 года при последнем сокращении линий.
- Треугольник на перекрёстке улиц Чайковского и Большой Октябрьской, располагался метрах в 50 от описанного выше треугольника. Сооружён в 1949 году. Соединял линию на Большой Октябрьской улице (путь в направлении — из центра) со служебной однопутной линией, проходившей по улице Чайковского в Депо № 3. Для соединения с путём в сторону Мукомольного переулка использовался пошёрстный съезд. Треугольник демонтирован в 2006 году, после закрытия Депо № 3.
- Треугольник у института «Гипродвигатель» на разветвлении направлений из центра — в Брагино и на Пятёрку (перекрёсток проспекта Октября и улицы Чкалова). Сооружён в 1992—1993 годах (то есть на существующей развилке добавлена перемычка с Пятёрки на Брагино). До введения маршрута № 5 новый поворот использовался как резервный, сейчас каждая сторона этого треугольника используется всеми действующими маршрутами (№ 1 — для движения с Пятёрки в центр, № 5, 6 — для движения с Пятёрки в Брагино, № 7 — для движения из Брагина в центр).
- Треугольник на улице Победы (описанная выше конечная «Ул. Свердлова»). Сооружён в августе 2009 года для разворота одиночных вагонов (вместо кольца). За треугольником пути в сторону центра были демонтированы. В течение 2013 года велась подготовка к строительству нового кольца на улице Свердлова, взамен разворотного треугольника. 14 января 2014 года был объявлен тендер «на право заключения договора на выполнение работ по строительству временного разворотного кольца трамвая с тупиком для отстоя подвижного состава — в соответствии с техническим заданием, проектной документацией и сметой»[20]. С 20 января того же года начались строительные работы по сооружению разворотного кольца, которые длились до 11 февраля. Треугольник был демонтирован, на его месте устроено полноценное разворотное кольцо, и с 12 февраля того же года движение трамваев возобновлено уже по новому кольцу[21].
- До апреля 1964 года существовал треугольник на пересечении Большой Московской улицы (ныне Московского проспекта) и улицы Емельяна Ярославского (ныне Большой Фёдоровской). Сторона треугольника, позволявшая выехать с улицы Емельяна Ярославского на Московский проспект в сторону Московского вокзала, использовалась в резервных целях и была однопутной (только внешний путь). Треугольник был полностью демонтирован при ликвидации трамвайной линии к Московскому вокзалу в апреле 1964 года, участок сохранявшейся линии на «Красный Перекоп» был перенесён с Московского проспекта в Московский переулок и на Малую Пролетарскую улицу.

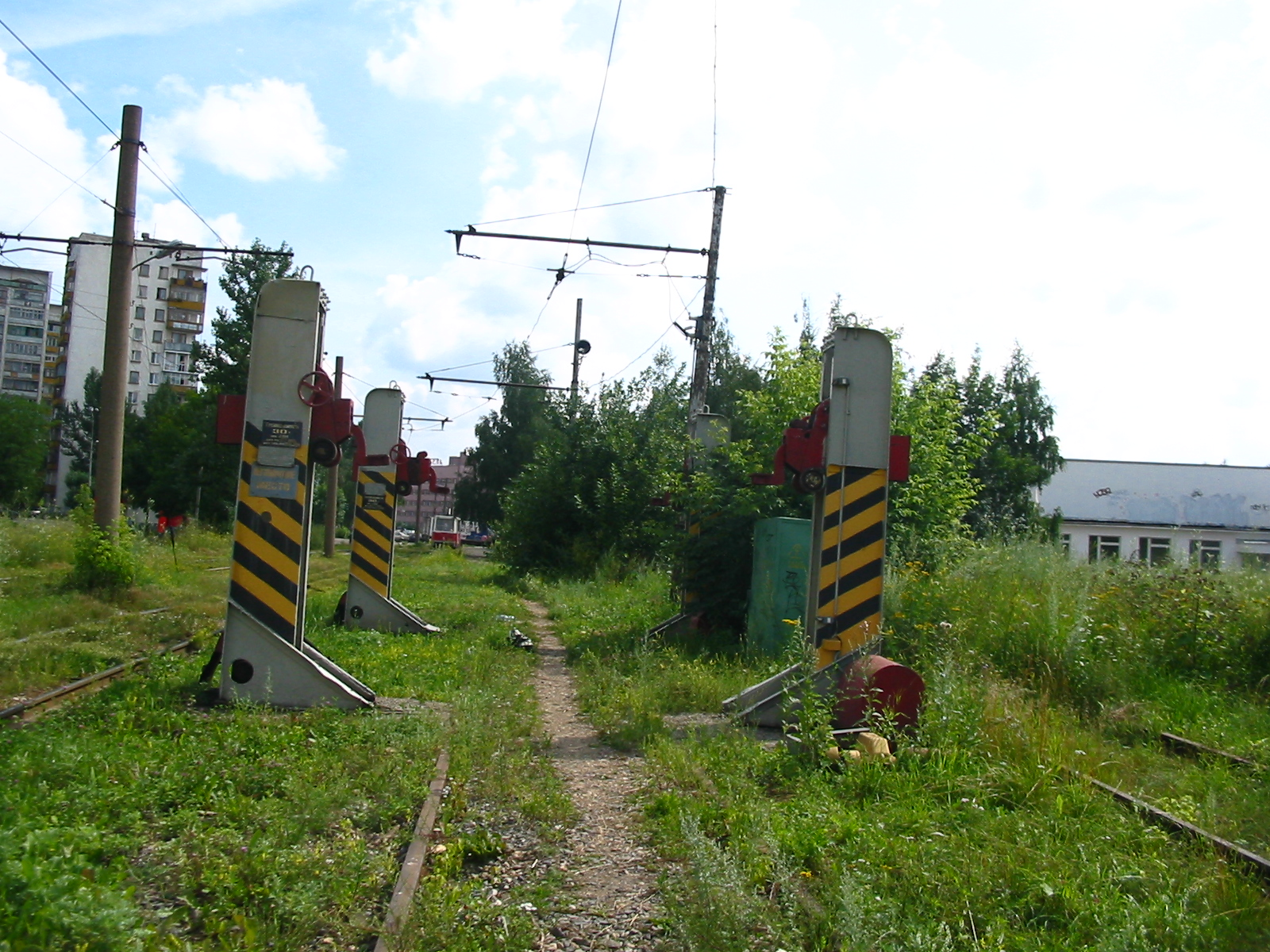
Гейт у вокзала с домкратами на открытом воздухе (2004)

- Гейт у вокзала с домкратами на открытом воздухе (2004)Гейт (единственный в городе) располагался на «вокзальной» линии в пределах станции Всполье (с 1955 г. Ярославль-Главный). Последний раз был реконструирован при спрямлении трамвайной линии, когда она прошла напрямую с Большой Октябрьской на улицу Ухтомского в 1970-х годах. В окончательном виде гейт располагался на Большой Октябрьской улице возле остановки «Городской вал» — в месте, где трамвайная линия проходила по границе железнодорожного узла «Ярославль-Главный». Представлял собой подъездной железнодорожный путь, на последних 100 метрах оборудованный трамвайной контактной сетью и подсоединялся стрелкой к трамвайной линии в направлении Мукомольного переулка. Был оборудован 4 механическими домкратами для подъёма трамвайных вагонов на железнодорожную платформу. Демонтирован вместе со всей линией в начале августа 2009 года. После его ликвидации трамвайная сеть города оказалась отрезанной от железной дороги.

## Оплата проезда
Стоимость проезда и проездных билетов определяются и утверждаются приказом Комитета по тарифам Департамента энергетики и регулирования тарифов Правительства Ярославской области. С 1 октября 2019 года по 1 января 2023 год стоимость разового проезда в трамвае составляла 28 рублей. С 1 января 2025 года стоимость разового проезда в трамвае составляет 38 рублей. Проезд оплачивается кондуктору, а при его отсутствии — водителю. Также проезд может осуществляться по электронным проездным билетам долговременного пользования. С 20 марта во всех трамваях и троллейбусах можно оплатить проезд с помощью банковских карт или смартфонов, поддерживающих функцию бесконтактной оплаты. На территории городских округов г. Ярославль и г. Рыбинск реализуется проект внедрения автоматизированной системы учета и оплаты проезда в городском автомобильном и наземном электрическом транспорте общего пользования для граждан, имеющих право на льготу, по единым льготным проездным билетам долговременного пользования. Стоимость проезда по льготному проездному билету составляет 17 рублей. Оплата производится по этому билету с использованием валидатора. Категории граждан, имеющих право на бесплатный, либо льготный проезд установлены действующим законодательством.

## Комментарии
1. ↑  Остановка ныне называется «Торгово-Развлекательный Центр „Рио“».
2. ↑  Остановка ныне называется «Торговый Центр „Омега“».